# Manchester City FC in het seizoen 2019/20
Het seizoen 2019/20 was Manchester City's 118e seizoen in het bestaan, het 91e seizoen op het hoogste niveau van het Engelse voetbal en het 23e seizoen in de Premier League. De club nam deel aan de Champions League, Premier League, FA Cup en de EFL Cup. Omdat City de kampioen is van de Premier League van 2018/19 en de winnaar van de FA Cup, namen ze het op tegen de nummer twee van de Premier League van het jaar daarvoor Liverpool FC in de wedstrijd om de Community Shield. In de Champions League werd voor de negende achtereenvolgende keer deelgenomen.
Oorspronkelijk liep het seizoen van 1 juli 2019 tot en met 30 juni 2020. Door de gevolgen van de coronapandemie werden wedstrijden in de Champions League, Premier League en de FA Cup echter uitgesteld. Deze wedstrijden werden in juni, juli en augustus 2020 zonder publiek gespeeld.

## Selectie
In dit overzicht worden alle spelers genoemd die op 1 juli 2019 onder contract stonden of na deze datum zijn toegevoegd aan de selectie.
| = Aanvoerder / * Leeftijden op 1 juli 2019 | = Aanvoerder / * Leeftijden op 1 juli 2019 | = Aanvoerder / * Leeftijden op 1 juli 2019 | = Aanvoerder / * Leeftijden op 1 juli 2019 | = Aanvoerder / * Leeftijden op 1 juli 2019 | = Aanvoerder / * Leeftijden op 1 juli 2019 | = Aanvoerder / * Leeftijden op 1 juli 2019 | = Aanvoerder / * Leeftijden op 1 juli 2019 | = Aanvoerder / * Leeftijden op 1 juli 2019 | = Aanvoerder / * Leeftijden op 1 juli 2019 | = Aanvoerder / * Leeftijden op 1 juli 2019 | = Aanvoerder / * Leeftijden op 1 juli 2019 | = Aanvoerder / * Leeftijden op 1 juli 2019 | = Aanvoerder / * Leeftijden op 1 juli 2019 | = Aanvoerder / * Leeftijden op 1 juli 2019 | = Aanvoerder / * Leeftijden op 1 juli 2019 | = Aanvoerder / * Leeftijden op 1 juli 2019 | = Aanvoerder / * Leeftijden op 1 juli 2019 | = Aanvoerder / * Leeftijden op 1 juli 2019 | = Aanvoerder / * Leeftijden op 1 juli 2019            | = Aanvoerder / * Leeftijden op 1 juli 2019 |         |         |         |
| nr.                                        | nat                                        | lft *                                      | Naam                                       | Huidig seizoen                             | Huidig seizoen                             | Huidig seizoen                             | Huidig seizoen                             | Huidig seizoen                             | Huidig seizoen                             | Huidig seizoen                             | Huidig seizoen                             | Huidig seizoen                             | Huidig seizoen                             | Huidig seizoen                             | Huidig seizoen                             | Seizoen                                    | Vorige club                                | Debuut (Officieel debuut)                  | Debuutwedstrijd (Officieel debuut wedstrijd)          | Opmerkingen                                |         |         |         |
| nr.                                        | nat                                        | lft *                                      | Naam                                       | Totaal bij Manchester City                 | Totaal bij Manchester City                 | Totaal bij Manchester City                 | Totaal bij Manchester City                 | Totaal bij Manchester City                 | Totaal bij Manchester City                 | Totaal bij Manchester City                 | Totaal bij Manchester City                 | Totaal bij Manchester City                 | Totaal bij Manchester City                 | Totaal bij Manchester City                 | Totaal bij Manchester City                 | Seizoen                                    | Vorige club                                | Debuut (Officieel debuut)                  | Debuutwedstrijd (Officieel debuut wedstrijd)          | Opmerkingen                                |         |         |         |
| nr.                                        | nat                                        | lft *                                      | Naam                                       | Competitie                                 | Competitie                                 | FA                                         | FA                                         | EFL                                        | EFL                                        | Europees                                   | Europees                                   | Overig                                     | Overig                                     | Totaal                                     | Totaal                                     | Seizoen                                    | Vorige club                                | Debuut (Officieel debuut)                  | Debuutwedstrijd (Officieel debuut wedstrijd)          | Opmerkingen                                |         |         |         |
| nr.                                        | nat                                        | lft *                                      | Naam                                       | W                                          |                                            | W                                          |                                            | W                                          |                                            | W                                          |                                            | W                                          |                                            | W                                          |                                            | Seizoen                                    | Vorige club                                | Debuut (Officieel debuut)                  | Debuutwedstrijd (Officieel debuut wedstrijd)          | Opmerkingen                                |         |         |         |
|                                            |                                            |                                            | Keepers                                    | Keepers                                    | Keepers                                    | Keepers                                    | Keepers                                    | Keepers                                    | Keepers                                    | Keepers                                    | Keepers                                    | Keepers                                    | Keepers                                    | Keepers                                    | Keepers                                    | Keepers                                    | Keepers                                    | Keepers                                    | Keepers                                               | Keepers                                    | Keepers | Keepers | Keepers |
| ------------------------------------------ | ------------------------------------------ | ------------------------------------------ | ------------------------------------------ | ------------------------------------------ | ------------------------------------------ | ------------------------------------------ | ------------------------------------------ | ------------------------------------------ | ------------------------------------------ | ------------------------------------------ | ------------------------------------------ | ------------------------------------------ | ------------------------------------------ | ------------------------------------------ | ------------------------------------------ | ------------------------------------------ | ------------------------------------------ | ------------------------------------------ | ----------------------------------------------------- | ------------------------------------------ | ------- | ------- | ------- |
| 1                                          | Vlag van Chili                             | 36                                         | Claudio Bravo                              | 4                                          | 0                                          | 4                                          | 0                                          | 6                                          | 0                                          | 2                                          | 0                                          | 1                                          | 0                                          | 17                                         | 0                                          | 4e                                         | FC Barcelona                               | 10 september 2016                          | Manchester United – Manchester City 1–2               |                                            |         |         |         |
| 1                                          | Vlag van Chili                             | 36                                         | Claudio Bravo                              | 29                                         | 0                                          | 11                                         | 0                                          | 12                                         | 0                                          | 7                                          | 0                                          | 2                                          | 0                                          | 61                                         | 0                                          | 4e                                         | FC Barcelona                               | 10 september 2016                          | Manchester United – Manchester City 1–2               |                                            |         |         |         |
| 31                                         | Vlag van Brazilië                          | 25                                         | Ederson                                    | 35                                         | 0                                          | 1                                          | 0                                          | 0                                          | 0                                          | 8                                          | 0                                          | 0                                          | 0                                          | 44                                         | 0                                          | 3e                                         | Benfica                                    | 12 augustus 2017                           | Brighton & Hove Albion – Manchester City, 0–2         |                                            |         |         |         |
| 31                                         | Vlag van Brazilië                          | 25                                         | Ederson                                    | 109                                        | 0                                          | 7                                          | 0                                          | 1                                          | 0                                          | 27                                         | 0                                          | 0                                          | 0                                          | 144                                        | 0                                          | 3e                                         | Benfica                                    | 12 augustus 2017                           | Brighton & Hove Albion – Manchester City, 0–2         |                                            |         |         |         |
| 32                                         | Vlag van Engeland                          | 33                                         | Scott Carson                               | 0                                          | 0                                          | 0                                          | 0                                          | 0                                          | 0                                          | 0                                          | 0                                          | 0                                          | 0                                          | 0                                          | 0                                          | 1e                                         | Derby County                               |                                            |                                                       |                                            |         |         |         |
| 32                                         | Vlag van Engeland                          | 33                                         | Scott Carson                               | 0                                          | 0                                          | 0                                          | 0                                          | 0                                          | 0                                          | 0                                          | 0                                          | 0                                          | 0                                          | 0                                          | 0                                          | 1e                                         | Derby County                               |                                            |                                                       |                                            |         |         |         |
|                                            |                                            |                                            | Verdedigers                                |                                            |                                            |                                            |                                            |                                            |                                            |                                            |                                            |                                            |                                            |                                            |                                            |                                            |                                            |                                            |                                                       |                                            |         |         |         |
| 2                                          | Vlag van Engeland                          | 29                                         | Kyle Walker                                | 29                                         | 1                                          | 2                                          | 0                                          | 4                                          | 0                                          | 6                                          | 0                                          | 1                                          | 0                                          | 42                                         | 1                                          | 3e                                         | Tottenham Hotspur FC                       | 12 augustus 2017                           | Brighton & Hove Albion – Manchester City, 0–2         |                                            |         |         |         |
| 2                                          | Vlag van Engeland                          | 29                                         | Kyle Walker                                | 94                                         | 2                                          | 10                                         | 0                                          | 13                                         | 1                                          | 22                                         | 0                                          | 2                                          | 0                                          | 141                                        | 3                                          | 3e                                         | Tottenham Hotspur FC                       | 12 augustus 2017                           | Brighton & Hove Albion – Manchester City, 0–2         |                                            |         |         |         |
| 5                                          | Vlag van Engeland                          | 25                                         | John Stones                                | 16                                         | 0                                          | 3                                          | 0                                          | 3                                          | 0                                          | 1                                          | 0                                          | 1                                          | 0                                          | 24                                         | 0                                          | 4e                                         | Everton FC                                 | 13 augustus 2016                           | Manchester City – Sunderland, 2–1                     |                                            |         |         |         |
| 5                                          | Vlag van Engeland                          | 25                                         | John Stones                                | 85                                         | 0                                          | 14                                         | 1                                          | 11                                         | 0                                          | 19                                         | 4                                          | 2                                          | 0                                          | 133                                        | 5                                          | 4e                                         | Everton FC                                 | 13 augustus 2016                           | Manchester City – Sunderland, 2–1                     |                                            |         |         |         |
| 11                                         | Vlag van Oekraïne                          | 22                                         | Oleksandr Zintsjenko                       | 19                                         | 0                                          | 1                                          | 1                                          | 2                                          | 0                                          | 2                                          | 0                                          | 1                                          | 0                                          | 25                                         | 1                                          | 4e                                         | FK Oefa                                    | 24 oktober 2017                            | Manchester City – Wolverhampton Wanderers, 4–1 (n.s.) | 4e ronde EFL Cup                           |         |         |         |
| 11                                         | Vlag van Oekraïne                          | 22                                         | Oleksandr Zintsjenko                       | 41                                         | 0                                          | 6                                          | 1                                          | 12                                         | 1                                          | 8                                          | 0                                          | 1                                          | 0                                          | 68                                         | 2                                          | 4e                                         | FK Oefa                                    | 24 oktober 2017                            | Manchester City – Wolverhampton Wanderers, 4–1 (n.s.) | 4e ronde EFL Cup                           |         |         |         |
| 12                                         | Vlag van Spanje                            | 22                                         | Angeliño                                   | 6                                          | 0                                          | 2                                          | 0                                          | 3                                          | 0                                          | 1                                          | 0                                          | 0                                          | 0                                          | 12                                         | 0                                          | 1e*                                        | PSV                                        | 21 september 2019*                         | Manchester City – Watford FC, 8–0*                    |                                            |         |         |         |
| 12                                         | Vlag van Spanje                            | 22                                         | Angeliño                                   | 34                                         | 0                                          | 6                                          | 1                                          | 12                                         | 1                                          | 8                                          | 0                                          | 1                                          | 0                                          | 61                                         | 2                                          | 1e*                                        | PSV                                        | 21 september 2019*                         | Manchester City – Watford FC, 8–0*                    |                                            |         |         |         |
| 14                                         | Vlag van Frankrijk                         | 26                                         | Aymeric Laporte                            | 15                                         | 1                                          | 2                                          | 0                                          | 0                                          | 0                                          | 3                                          | 0                                          | 0                                          | 0                                          | 20                                         | 1                                          | 3e                                         | Athletic Bilbao                            | 31 januari 2018                            | Manchester City – West Bromwich Albion, 3–0           |                                            |         |         |         |
| 14                                         | Vlag van Frankrijk                         | 26                                         | Aymeric Laporte                            | 59                                         | 4                                          | 7                                          | 0                                          | 1                                          | 0                                          | 16                                         | 2                                          | 1                                          | 0                                          | 79                                         | 5                                          | 3e                                         | Athletic Bilbao                            | 31 januari 2018                            | Manchester City – West Bromwich Albion, 3–0           |                                            |         |         |         |
| 22                                         | Vlag van Frankrijk                         | 24                                         | Benjamin Mendy                             | 19                                         | 0                                          | 3                                          | 0                                          | 2                                          | 0                                          | 6                                          | 0                                          | 0                                          | 0                                          | 30                                         | 0                                          | 3e                                         | AS Monaco                                  | 26 augustus 2017                           | AFC Bournemouth – Manchester City, 1–2                |                                            |         |         |         |
| 22                                         | Vlag van Frankrijk                         | 24                                         | Benjamin Mendy                             | 36                                         | 0                                          | 4                                          | 0                                          | 3                                          | 0                                          | 9                                          | 0                                          | 1                                          | 0                                          | 53                                         | 0                                          | 3e                                         | AS Monaco                                  | 26 augustus 2017                           | AFC Bournemouth – Manchester City, 1–2                |                                            |         |         |         |
| 27                                         | Vlag van Portugal                          | 25                                         | João Cancelo                               | 17                                         | 0                                          | 4                                          | 0                                          | 4                                          | 1                                          | 8                                          | 0                                          | 0                                          | 0                                          | 23                                         | 1                                          | 1e                                         | Juventus FC                                | 25 augustus 2019                           | AFC Bournemouth – Manchester City, 1–3                |                                            |         |         |         |
| 27                                         | Vlag van Portugal                          | 25                                         | João Cancelo                               | 17                                         | 0                                          | 4                                          | 0                                          | 4                                          | 1                                          | 8                                          | 0                                          | 0                                          | 0                                          | 33                                         | 1                                          | 1e                                         | Juventus FC                                | 25 augustus 2019                           | AFC Bournemouth – Manchester City, 1–3                |                                            |         |         |         |
| 30                                         | Vlag van Argentinië                        | 31                                         | Nicolás Otamendi                           | 24                                         | 2                                          | 3                                          | 0                                          | 3                                          | 1                                          | 8                                          | 0                                          | 1                                          | 0                                          | 34                                         | 3                                          | 5e                                         | CF Valencia                                | 15 september 2015                          | Manchester City – Juventus, 1–2                       | Groepsfase Champions League                |         |         |         |
| 30                                         | Vlag van Argentinië                        | 31                                         | Nicolás Otamendi                           | 136                                        | 8                                          | 17                                         | 1                                          | 15                                         | 1                                          | 40                                         | 1                                          | 2                                          | 0                                          | 210                                        | 11                                         | 5e                                         | CF Valencia                                | 15 september 2015                          | Manchester City – Juventus, 1–2                       | Groepsfase Champions League                |         |         |         |
| 50                                         | Vlag van Spanje                            | 18                                         | Eric García                                | 13                                         | 0                                          | 2                                          | 0                                          | 3                                          | 0                                          | 2                                          | 0                                          | 0                                          | 0                                          | 19                                         | 0                                          | jeugd                                      | Eigen jeugd                                | 18 december 2018                           | Leicester City – Manchester City, 2–4 (n.s.)          | 1/4 finale EFL Cup                         |         |         |         |
| 50                                         | Vlag van Spanje                            | 18                                         | Eric García                                | 13                                         | 0                                          | 2                                          | 0                                          | 6                                          | 0                                          | 2                                          | 0                                          | 0                                          | 0                                          | 24                                         | 0                                          | jeugd                                      | Eigen jeugd                                | 18 december 2018                           | Leicester City – Manchester City, 2–4 (n.s.)          | 1/4 finale EFL Cup                         |         |         |         |
| 78                                         | Vlag van Engeland                          | 17                                         | Taylor Harwood-Bellis                      | 0                                          | 0                                          | 1                                          | 1                                          | 2                                          | 0                                          | 1                                          | 0                                          | 0                                          | 0                                          | 4                                          | 1                                          | jeugd                                      | Eigen jeugd                                | 24 september 2019                          | Preston North End – Manchester City, 0–3              | Derde ronde EFL Cup                        |         |         |         |
| 78                                         | Vlag van Engeland                          | 17                                         | Taylor Harwood-Bellis                      | 0                                          | 0                                          | 1                                          | 1                                          | 2                                          | 0                                          | 1                                          | 0                                          | 0                                          | 0                                          | 4                                          | 1                                          | jeugd                                      | Eigen jeugd                                | 24 september 2019                          | Preston North End – Manchester City, 0–3              | Derde ronde EFL Cup                        |         |         |         |
|                                            |                                            |                                            | Middenvelders                              |                                            |                                            |                                            |                                            |                                            |                                            |                                            |                                            |                                            |                                            |                                            |                                            |                                            |                                            |                                            |                                                       |                                            |         |         |         |
| 8                                          | Vlag van Turkije                           | 28                                         | İlkay Gündoğan                             | 31                                         | 2                                          | 4                                          | 1                                          | 5                                          | 0                                          | 9                                          | 2                                          | 1                                          | 0                                          | 50                                         | 5                                          | 4e                                         | Borussia Dortmund                          | 14 september 2016                          | Manchester City – Borussia Mönchengladbach, 4–0       | Groepsfase Champions League                |         |         |         |
| 8                                          | Vlag van Turkije                           | 28                                         | İlkay Gündoğan                             | 102                                        | 15                                         | 13                                         | 1                                          | 15                                         | 0                                          | 32                                         | 6                                          | 2                                          | 0                                          | 164                                        | 22                                         | 4e                                         | Borussia Dortmund                          | 14 september 2016                          | Manchester City – Borussia Mönchengladbach, 4–0       | Groepsfase Champions League                |         |         |         |
| 16                                         | Vlag van Spanje                            | 23                                         | Rodri                                      | 35                                         | 3                                          | 4                                          | 0                                          | 4                                          | 1                                          | 8                                          | 0                                          | 1                                          | 0                                          | 52                                         | 4                                          | 1e                                         | Atlético Madrid                            | 4 augustus 2019                            | Liverpool FC – Manchester City, 5–6 (n.s.)            | Finale Community Shield                    |         |         |         |
| 16                                         | Vlag van Spanje                            | 23                                         | Rodri                                      | 35                                         | 3                                          | 4                                          | 0                                          | 4                                          | 1                                          | 8                                          | 0                                          | 1                                          | 0                                          | 52                                         | 4                                          | 1e                                         | Atlético Madrid                            | 4 augustus 2019                            | Liverpool FC – Manchester City, 5–6 (n.s.)            | Finale Community Shield                    |         |         |         |
| 17                                         | Vlag van België                            | 29                                         | Kevin De Bruyne                            | 35                                         | 13                                         | 2                                          | 1                                          | 3                                          | 0                                          | 7                                          | 2                                          | 1                                          | 0                                          | 48                                         | 16                                         | 5e                                         | VfL Wolfsburg                              | 12 september 2015                          | Crystal Palace – Manchester City, 0–1                 |                                            |         |         |         |
| 17                                         | Vlag van België                            | 29                                         | Kevin De Bruyne                            | 152                                        | 36                                         | 15                                         | 5                                          | 18                                         | 9                                          | 35                                         | 7                                          | 1                                          | 0                                          | 222                                        | 57                                         | 5e                                         | VfL Wolfsburg                              | 12 september 2015                          | Crystal Palace – Manchester City, 0–1                 |                                            |         |         |         |
| 21                                         | Vlag van Spanje                            | 33                                         | David Silva                                | 28                                         | 6                                          | 5                                          | 0                                          | 3                                          | 0                                          | 4                                          | 0                                          | 1                                          | 0                                          | 41                                         | 6                                          | 10e                                        | CF Valencia                                | 14 augustus 2010                           | Tottenham Hotspur – Manchester City, 0–0              |                                            |         |         |         |
| 21                                         | Vlag van Spanje                            | 33                                         | David Silva                                | 310                                        | 60                                         | 34                                         | 5                                          | 19                                         | 1                                          | 70                                         | 11                                         | 4                                          | 0                                          | 437                                        | 77                                         | 10e                                        | CF Valencia                                | 14 augustus 2010                           | Tottenham Hotspur – Manchester City, 0–0              |                                            |         |         |         |
| 25                                         | Vlag van Brazilië                          | 34                                         | Fernandinho                                | 30                                         | 0                                          | 1                                          | 0                                          | 2                                          | 0                                          | 8                                          | 0                                          | 0                                          | 0                                          | 41                                         | 0                                          | 7e                                         | Shaktar Donetsk                            | 19 augustus 2013                           | Manchester City – Newcastle United, 4–0               |                                            |         |         |         |
| 25                                         | Vlag van Brazilië                          | 34                                         | Fernandinho                                | 221                                        | 18                                         | 14                                         | 0                                          | 15                                         | 2                                          | 60                                         | 3                                          | 1                                          | 0                                          | 314                                        | 23                                         | 7e                                         | Shaktar Donetsk                            | 19 augustus 2013                           | Manchester City – Newcastle United, 4–0               |                                            |         |         |         |
| 47                                         | Vlag van Engeland                          | 19                                         | Phil Foden                                 | 23                                         | 5                                          | 4                                          | 1                                          | 5                                          | 0                                          | 5                                          | 2                                          | 1                                          | 0                                          | 38                                         | 8                                          | 3e                                         | Eigen jeugd                                | 21 november 2017                           | Manchester City – Feyenoord, 1–0                      | Groepsfase Champions League                |         |         |         |
| 47                                         | Vlag van Engeland                          | 19                                         | Phil Foden                                 | 41                                         | 6                                          | 7                                          | 4                                          | 12                                         | 2                                          | 12                                         | 3                                          | 2                                          | 0                                          | 74                                         | 15                                         | 3e                                         | Eigen jeugd                                | 21 november 2017                           | Manchester City – Feyenoord, 1–0                      | Groepsfase Champions League                |         |         |         |
| 69                                         | Vlag van Engeland                          | 17                                         | Tommy Doyle                                | 1                                          | 0                                          | 1                                          | 0                                          | 1                                          | 0                                          | 0                                          | 0                                          | 0                                          | 0                                          | 3                                          | 0                                          | Jeugd                                      | Eigen jeugd                                | 29 oktober 2019                            | Manchester City – Southampton FC, 3–1                 | Vierde ronde                               |         |         |         |
| 69                                         | Vlag van Engeland                          | 17                                         | Tommy Doyle                                | 1                                          | 0                                          | 1                                          | 0                                          | 1                                          | 0                                          | 0                                          | 0                                          | 0                                          | 0                                          | 3                                          | 0                                          | Jeugd                                      | Eigen jeugd                                | 29 oktober 2019                            | Manchester City – Southampton FC, 3–1                 | Vierde ronde                               |         |         |         |
| 82                                         | Vlag van Spanje                            | 18                                         | Adrián Bernabé                             | 0                                          | 0                                          | 0                                          | 0                                          | 3                                          | 0                                          | 0                                          | 0                                          | 0                                          | 0                                          | 3                                          | 0                                          | Jeugd                                      | Eigen jeugd                                | 25 september 2018                          | Oxford United – Manchester City, 0–3                  | 3e ronde EFL Cup                           |         |         |         |
| 82                                         | Vlag van Spanje                            | 18                                         | Adrián Bernabé                             | 0                                          | 0                                          | 0                                          | 0                                          | 4                                          | 0                                          | 0                                          | 0                                          | 0                                          | 0                                          | 4                                          | 0                                          | Jeugd                                      | Eigen jeugd                                | 25 september 2018                          | Oxford United – Manchester City, 0–3                  | 3e ronde EFL Cup                           |         |         |         |
|                                            |                                            |                                            | Aanvallers                                 |                                            |                                            |                                            |                                            |                                            |                                            |                                            |                                            |                                            |                                            |                                            |                                            |                                            |                                            |                                            |                                                       |                                            |         |         |         |
| 7                                          | Vlag van Engeland                          | 24                                         | Raheem Sterling                            | 33                                         | 20                                         | 4                                          | 1                                          | 5                                          | 3                                          | 9                                          | 6                                          | 1                                          | 1                                          | 52                                         | 31                                         | 5e                                         | Liverpool FC                               | 10 augustus 2015                           | West Bromwich Albion – Manchester City, 0–3           |                                            |         |         |         |
| 7                                          | Vlag van Engeland                          | 24                                         | Raheem Sterling                            | 164                                        | 68                                         | 17                                         | 7                                          | 16                                         | 4                                          | 45                                         | 20                                         | 1                                          | 1                                          | 243                                        | 100                                        | 5e                                         | Liverpool FC                               | 10 augustus 2015                           | West Bromwich Albion – Manchester City, 0–3           |                                            |         |         |         |
| 9                                          | Vlag van Brazilië                          | 22                                         | Gabriel Jesus                              | 34                                         | 14                                         | 4                                          | 2                                          | 6                                          | 1                                          | 8                                          | 6                                          | 1                                          | 0                                          | 53                                         | 23                                         | 4e                                         | SE Palmeiras                               | 21 januari 2017                            | Manchester City – Tottenham Hotspur, 2–2              |                                            |         |         |         |
| 9                                          | Vlag van Brazilië                          | 22                                         | Gabriel Jesus                              | 102                                        | 41                                         | 11                                         | 7                                          | 15                                         | 6                                          | 22                                         | 14                                         | 3                                          | 0                                          | 153                                        | 68                                         | 4e                                         | SE Palmeiras                               | 21 januari 2017                            | Manchester City – Tottenham Hotspur, 2–2              |                                            |         |         |         |
| 10                                         | Vlag van Argentinië                        | 31                                         | Sergio Agüero                              | 24                                         | 16                                         | 2                                          | 2                                          | 3                                          | 3                                          | 3                                          | 2                                          | 0                                          | 0                                          | 32                                         | 23                                         | 9e                                         | Atlético Madrid                            | 15 augustus 2011                           | Manchester City – Swansea City, 4–0                   | Scoort 2x bij debuut                       |         |         |         |
| 10                                         | Vlag van Argentinië                        | 31                                         | Sergio Agüero                              | 263                                        | 180                                        | 22                                         | 20                                         | 21                                         | 11                                         | 62                                         | 41                                         | 2                                          | 2                                          | 370                                        | 254                                        | 9e                                         | Atlético Madrid                            | 15 augustus 2011                           | Manchester City – Swansea City, 4–0                   | Scoort 2x bij debuut                       |         |         |         |
| 19                                         | Vlag van Duitsland                         | 23                                         | Leroy Sané                                 | 1                                          | 0                                          | 0                                          | 0                                          | 0                                          | 0                                          | 0                                          | 0                                          | 1                                          | 0                                          | 2                                          | 0                                          | 4e                                         | FC Schalke 04                              | 10 september 2016                          | Manchester United – Manchester City, 1–2              |                                            |         |         |         |
| 19                                         | Vlag van Duitsland                         | 23                                         | Leroy Sané                                 | 90                                         | 25                                         | 12                                         | 5                                          | 10                                         | 3                                          | 21                                         | 6                                          | 2                                          | 0                                          | 135                                        | 39                                         | 4e                                         | FC Schalke 04                              | 10 september 2016                          | Manchester United – Manchester City, 1–2              |                                            |         |         |         |
| 20                                         | Vlag van Portugal                          | 24                                         | Bernardo Silva                             | 34                                         | 6                                          | 4                                          | 1                                          | 6                                          | 1                                          | 7                                          | 0                                          | 1                                          | 0                                          | 47                                         | 7                                          | 3e                                         | AS Monaco                                  | 12 augustus 2017                           | Brighton & Hove Albion – Manchester City, 0–2         |                                            |         |         |         |
| 20                                         | Vlag van Portugal                          | 24                                         | Bernardo Silva                             | 105                                        | 19                                         | 11                                         | 4                                          | 14                                         | 2                                          | 24                                         | 5                                          | 2                                          | 0                                          | 156                                        | 30                                         | 3e                                         | AS Monaco                                  | 12 augustus 2017                           | Brighton & Hove Albion – Manchester City, 0–2         |                                            |         |         |         |
| 26                                         | Vlag van Algerije                          | 28                                         | Riyad Mahrez                               | 33                                         | 11                                         | 5                                          | 0                                          | 5                                          | 1                                          | 7                                          | 1                                          | 0                                          | 0                                          | 45                                         | 12                                         | 2e                                         | Leicester City FC                          | 5 augustus 2017                            | Chelsea – Manchester City, 0–2                        | Finale Community Shield                    |         |         |         |
| 26                                         | Vlag van Algerije                          | 28                                         | Riyad Mahrez                               | 60                                         | 18                                         | 10                                         | 2                                          | 10                                         | 3                                          | 13                                         | 2                                          | 1                                          | 0                                          | 89                                         | 24                                         | 2e                                         | Leicester City FC                          | 5 augustus 2017                            | Chelsea – Manchester City, 0–2                        | Finale Community Shield                    |         |         |         |
| 83                                         | Vlag van Engeland                          | 19                                         | Ian Poveda                                 | 0                                          | 0                                          | 0                                          | 0                                          | 0                                          | 0                                          | 0                                          | 0                                          | 0                                          | 0                                          | 0                                          | 0                                          | Jeugd                                      | Eigen jeugd                                | 23 januari 2019                            | Burton Albion – Manchester City, 0–1                  | 3e ronde EFL Cup                           |         |         |         |
| 83                                         | Vlag van Engeland                          | 19                                         | Ian Poveda                                 | 0                                          | 0                                          | 0                                          | 0                                          | 1                                          | 0                                          | 0                                          | 0                                          | 0                                          | 0                                          | 1                                          | 0                                          | Jeugd                                      | Eigen jeugd                                | 23 januari 2019                            | Burton Albion – Manchester City, 0–1                  | 3e ronde EFL Cup                           |         |         |         |

- *= Sinds zijn terugkeer naar de club

### Technische staf
| Technische Staf      |          |                           |                   |
| Pep Guardiola        | Spanje   | Manager                   | 1 juli 2016       |
| Brian Kidd           | Engeland | Assistent trainer         | 24 juni 2013      |
| Rodolfo Borrell      | Spanje   | Assistent trainer         | 1 juli 2016       |
| Xabier Mancisidor    | Spanje   | Keeperstrainer            | 24 juni 2013      |
| Manel Estiarte       | Spanje   | Spelersondersteuning      | 1 juli 2016       |
| Lorenzo Buenaventura | Spanje   | Hoofd fitness en conditie | 1 juli 2016       |
| Edu Mauri            | Spanje   | Hoofd medische staf       | 13 september 2016 |
| Jason Wilcox         | Engeland | Hoofd Jeugdopleiding      | 11 oktober 2017   |

## Transfers

### Transfers in de zomer
In
| Datum            | Naam            | Nationaliteit    | Positie      | Oude club       | Bedrag        | Ref.   |
| ---------------- | --------------- | ---------------- | ------------ | --------------- | ------------- | ------ |
| 11 december 2018 | Zack Steffen    | Verenigde Staten | Keeper       | Columbus Crew   | € 6.820.000   | [ 5 ]  |
| 3 juli 2019      | Rodri           | Spanje           | Middenvelder | Atlético Madrid | € 70.000.000  | [ 6 ]  |
| 3 juli 2019      | Angeliño        | Spanje           | Verdediger   | PSV             | € 12.000.000  | [ 7 ]  |
| 7 augustus 2019  | João Cancelo    | Portugal         | Verdediger   | Juventus FC     | € 65.000.000  | [ 8 ]  |
| 8 augustus 2019  | Pedro Porro     | Spanje           | Verdediger   | Girona FC       | € 12.000.000  | [ 9 ]  |
| 8 augustus 2019  | Ryotaro Meshino | Japan            | Middenvelder | Gamba Osaka     | € 1.000.000   | [ 10 ] |
| Totaal           | Totaal          | Totaal           | Totaal       | Totaal          | € 166.820.000 |        |

Uit
| Datum            | Naam             | Nationaliteit | Positie      | Nieuwe club    | Bedrag                 | Ref.   |
| ---------------- | ---------------- | ------------- | ------------ | -------------- | ---------------------- | ------ |
| 1 juli 2019      | Vincent Kompany  | België        | Verdediger   | RSC Anderlecht | Contract niet verlengd | [ 11 ] |
| 1 juli 2019      | Luke Brattan     | Australië     | Middenvelder | Sydney FC      | Transfervrij           | [ 12 ] |
| 4 juli 2019      | Anthony Cáceres  | Australië     | Middenvelder | Sydney FC      | Transfervrij           | [ 13 ] |
| 11 juli 2019     | Pablo Marí       | Spanje        | Verdediger   | CR Flamengo    | € 1.700.000            | [ 14 ] |
| 15 juli 2019     | Fabian Delph     | Engeland      | Middenvelder | Everton FC     | € 9.500.000            | [ 15 ] |
| 19 juli 2019     | Manuel García    | Spanje        | Middenvelder | Sporting Gijón | € 4.000.000            | [ 16 ] |
| 25 juli 2019     | Douglas Luiz     | Brazilië      | Middenvelder | Aston Villa FC | € 16.800.000           | [ 17 ] |
| 7 augustus 2019  | Danilo           | Brazilië      | Verdediger   | Juventus FC    | € 37.000.000           | [ 18 ] |
| 12 augustus 2019 | Eliaquim Mangala | Frankrijk     | Verdediger   | Valencia CF    | Transfervrij           | [ 19 ] |
| Totaal           | Totaal           | Totaal        | Totaal       | Totaal         | € 69.000.000           |        |

### Transfers in de winter
Uit
| Datum           | Naam       | Nationaliteit | Positie   | Nieuwe club     | Bedrag       | Ref.   |
| --------------- | ---------- | ------------- | --------- | --------------- | ------------ | ------ |
| 24 januari 2020 | Ian Poveda | Engeland      | Aanvaller | Leeds United FC | Transfervrij | [ 20 ] |
| Totaal          | Totaal     | Totaal        | Totaal    | Totaal          | € 0.000.000  |        |

### Geleend
| Van             | Tot          | Positie | Naam         | Club            | Bedrag      | Ref.   |
| --------------- | ------------ | ------- | ------------ | --------------- | ----------- | ------ |
| 8 augustus 2019 | 30 juni 2020 | Keeper  | Scott Carson | Derby County FC | Geen        | [ 21 ] |
| Totaal          | Totaal       | Totaal  | Totaal       | Totaal          | € 0.000.000 |        |

### Uitgeleend
| Van              | Tot              | Positie      | Naam                  | Club                 | Bedrag      | Ref.   |
| ---------------- | ---------------- | ------------ | --------------------- | -------------------- | ----------- | ------ |
| 17 juli 2018     | 31 december 2019 | Middenvelder | Mikkel Diskerud       | Ulsan Hyundai FC     | Geen        | [ 22 ] |
| 1 juli 2019      | 1 januari 2020   | Aanvaller    | Patrick Roberts       | Norwich City FC      | Geen        | [ 23 ] |
| 3 juli 2019      | 30 juni 2020     | Middenvelder | Ante Palaversa        | KV Oostende          | Geen        | [ 24 ] |
| 9 juli 2019      | 30 juni 2020     | Keeper       | Arijanet Murić        | Nottingham Forest FC | Geen        | [ 25 ] |
| 10 juli 2019     | 30 juni 2020     | Keeper       | Zack Steffen          | Fortuna Düsseldorf   | Geen        | [ 26 ] |
| 17 juli 2019     | 30 juni 2020     | Verdediger   | Philippe Sandler      | RSC Anderlecht       | Geen        | [ 27 ] |
| 31 juli 2019     | 30 juni 2020     | Verdediger   | Oluwatosin Adarabioyo | Blackburn Rovers FC  | Geen        | [ 28 ] |
| 3 augustus 2019  | 3 januari 2020   | Aanvaller    | Lukas Nmecha          | VfL Wolfsburg        | Geen        | [ 29 ] |
| 12 augustus 2019 | 30 juni 2020     | Verdediger   | Pedro Porro           | Real Valladolid      | Geen        | [ 30 ] |
| 30 augustus 2019 | 30 juni 2020     | Middenvelder | Ryotaro Meshino       | Heart of Midlothian  | Geen        | [ 31 ] |
| 2 september 2019 | 30 juni 2020     | Middenvelder | Aleix García          | Excel Moeskroen      | Geen        | [ 32 ] |
| 3 januari 2020   | 31 juli 2020     | Aanvaller    | Lukas Nmecha          | Middlesbrough FC     | Geen        | [ 33 ] |
| 31 januari 2019  | 30 juni 2020     | Verdediger   | Angeliño              | RB Leipzig           | Geen        | [ 34 ] |
| Totaal           | Totaal           | Totaal       | Totaal                | Totaal               | € 0.000.000 |        |

### Transfersamenvatting
Uitgaven
Zomer:  € 166.820.000
Winter:  € 0.000.000
Totaal:  € 166.820.000
Inkomsten
Zomer:  € 69.000.000
Winter:  € 0.000.000
Totaal:  € 69.000.000
Netto
Zomer:  € 97.820.000
Winter:  € 0.000.000
Totaal:  € 97.820.000

## Vriendschappelijk

### Premier League Asia Trophy
| Wedstrijddetails                                                  | Thuisploeg                                                                      | Uitslag                                 | Uitploeg                                  | Opstelling | Kaarten |
| ----------------------------------------------------------------- | ------------------------------------------------------------------------------- | --------------------------------------- | ----------------------------------------- | --- | ------- |
| woensdag 17 juli 2019 13:30 Nanjing Olympic Sports Centre Nanjing | Manchester City                                                                 | 4–1                                     | West Ham United                           | Bravo Danilo (63' Walker), Harwood-Bellis, Laporte (63' Stones), Angeliño (63' Zinchenko) Doyle (63' Gündoğan), Rodri (71' A. Garcia), D. Silva (46' Sané) Poveda-Ocampa (46' B. Silva), Nmecha (46' Sterling), Bernabé (46' De Bruyne)                 |         |
| woensdag 17 juli 2019 13:30 Nanjing Olympic Sports Centre Nanjing | Bernabé D. Silva 33' Nmecha 36' (pen.) Sané Sterling 59' De Bruyne Sterling 72' | 1–0 1–1 2–1 3–1 4–1 Report              | 26' (pen.) Noble                          | Bravo Danilo (63' Walker), Harwood-Bellis, Laporte (63' Stones), Angeliño (63' Zinchenko) Doyle (63' Gündoğan), Rodri (71' A. Garcia), D. Silva (46' Sané) Poveda-Ocampa (46' B. Silva), Nmecha (46' Sterling), Bernabé (46' De Bruyne)                 |         |
| zaterdag 20 juli 2019 12:30 Hongkoustadion Shanghai               | Wolverhampton Wanderers                                                         | 0–0 3–2 n.s.                            | Manchester City                           | Bravo Danilo, Stones (45' Walker), Laporte (63' Harwood-Bellis), Zinchenko (63' Angeliño) Bernabé (45' D. Silva), De Bruyne (45' Gündoğan), Rodri (63' Nmecha) (45' Gündoğan) Poveda-Ocampa (74' Knight), Sterling (45' B. Silva), Sané (63' A. Garcia) |         |
| zaterdag 20 juli 2019 12:30 Hongkoustadion Shanghai               | Coady Bennett Kilman Perry Vinagre                                              | Pen. 0–0 1–0 1–1 2–1 2–2 3–2 3-2 Report | Gündoğan D. Silva Danilo A. Garcia Nmecha | Bravo Danilo, Stones (45' Walker), Laporte (63' Harwood-Bellis), Zinchenko (63' Angeliño) Bernabé (45' D. Silva), De Bruyne (45' Gündoğan), Rodri (63' Nmecha) (45' Gündoğan) Poveda-Ocampa (74' Knight), Sterling (45' B. Silva), Sané (63' A. Garcia) |         |

## Competities

### FA Community Shield
Omdat Manchester City zowel kampioen van de Premier League 2018/19 als de winnaar de FA Cup 2018/19 was, nam het in de strijd om de FA Community Shield 2019 op tegen Liverpool FC.
| Wedstrijddetails                                                        | Thuisploeg                                                         | Uitslag                                                 | Uitploeg                                                      | Opstelling | Kaarten       |
| ----------------------------------------------------------------------- | ------------------------------------------------------------------ | ------------------------------------------------------- | ------------------------------------------------------------- | --- | ------------- |
| zondag 4 augustus 2019 16:00 Wembley Stadium Londen 77.565 toeschouwers | Liverpool                                                          | 1–1 4–5 n.s.                                            | Manchester City                                               | Bravo Walker, Stones, Otamendi, Zinchenko De Bruyne (89' Foden), Rodri, D. Silva (61' Gündoğan) B. Silva, Sterling, Sané (13' Jesus) | 33' De Bruyne |
| zondag 4 augustus 2019 16:00 Wembley Stadium Londen 77.565 toeschouwers | Matip Matip 77' Shaqiri Wijnaldum Lallana Oxlade-Chamberlain Salah | 0–1 1–1 pen. 1–0 1–1 1–2 2–2 2–3 3–3 3–4 4–4 4–5 Report | 12' Sterling D. Silva Gündoğan B. Silva Foden Zinchenko Jesus | Bravo Walker, Stones, Otamendi, Zinchenko De Bruyne (89' Foden), Rodri, D. Silva (61' Gündoğan) B. Silva, Sterling, Sané (13' Jesus) | 33' De Bruyne |

### Premier League
Manchester City begon de competitie als titelverdediger.

#### Eindstand
| Pos | Club                    | Gs | W  | G  | V  | Pnt | Dv  | Dt | Ds  |
| --- | ----------------------- | -- | -- | -- | -- | --- | --- | -- | --- |
| 1.  | Liverpool FC            | 38 | 32 | 3  | 3  | 99  | 85  | 33 | +52 |
| 2.  | Manchester City         | 38 | 26 | 3  | 9  | 81  | 102 | 35 | +67 |
| 3.  | Manchester United       | 38 | 18 | 12 | 8  | 66  | 66  | 36 | +30 |
| 4.  | Chelsea FC              | 38 | 20 | 6  | 12 | 66  | 69  | 54 | +15 |
| 5.  | Leicester City          | 38 | 18 | 8  | 12 | 62  | 67  | 40 | +27 |
| 6.  | Tottenham Hotspur       | 38 | 16 | 11 | 11 | 59  | 61  | 47 | +14 |
| 7.  | Wolverhampton Wanderers | 38 | 15 | 14 | 9  | 59  | 51  | 40 | +11 |
| 8.  | Arsenal FC              | 38 | 14 | 14 | 10 | 56  | 56  | 48 | +8  |
| 9.  | Sheffield United        | 38 | 14 | 12 | 12 | 54  | 39  | 39 | 0   |
| 10. | Burnley FC              | 38 | 15 | 9  | 14 | 54  | 43  | 50 | -7  |
| 11. | Southampton FC          | 38 | 15 | 7  | 16 | 52  | 51  | 60 | -9  |
| 12. | Everton FC              | 38 | 13 | 10 | 15 | 49  | 44  | 56 | -12 |
| 13. | Newcastle United        | 38 | 11 | 11 | 16 | 44  | 38  | 58 | -20 |
| 14. | Crystal Palace FC       | 38 | 11 | 10 | 17 | 43  | 31  | 50 | -19 |
| 15. | Brighton & Hove Albion  | 38 | 9  | 14 | 15 | 40  | 39  | 54 | -15 |
| 16. | West Ham United         | 38 | 10 | 9  | 19 | 39  | 49  | 62 | -13 |
| 17. | Aston Villa             | 38 | 9  | 8  | 21 | 35  | 41  | 67 | -26 |
| 18. | AFC Bournemouth         | 38 | 8  | 7  | 22 | 34  | 40  | 66 | -26 |
| 19. | Watford FC              | 38 | 8  | 10 | 20 | 34  | 36  | 64 | -28 |
| 20. | Norwich City            | 38 | 5  | 6  | 27 | 21  | 26  | 75 | -49 |

##### Legenda
| Kleur | Kwalificatie voor              |
| ----- | ------------------------------ |
|       | Groepsfase Champions League    |
|       | Groepsfase Europa League       |
|       | Tweede voorronde Europa League |
|       | Degradatie naar Championship   |

#### Thuis/uit-verhouding 2019/20
| Manchester City thuis                                                | 3–0 | 3–0 | 2–1 | 4–0 | 5–0 | 2–1 | 2–2 | 2–1 | 3–1 | 4–0 | 1–2 | 5–0 | 5–0 | 2–0 | 2–1 | 2–2 | 8–0 | 2–0 | 0–2 | 47 | 47 |
| Manchester City uit                                                  | 0–3 | 1–6 | 1–3 | 0–5 | 1–4 | 1–2 | 0–2 | 1–3 | 0–1 | 3–1 | 2–0 | 2–2 | 3–2 | 0–1 | 1–0 | 2–0 | 0–4 | 0–5 | 3–2 | 34 | 34 |
| Aantal punten                                                        | 6   | 6   | 6   | 6   | 6   | 3   | 4   | 6   | 6   | 3   | 0   | 4   | 3   | 6   | 3   | 1   | 6   | 6   | 0   | 81 | 81 |
| \| Legenda \| \| Winst: 3 punten Gelijk: 1 punt Verlies: 0 punten \| |     |     |     |     |     |     |     |     |     |     |     |     |     |     |     |     |     |     |     |    |    |
| Legenda                                                              |     |     |     |     |     |     |     |     |     |     |     |     |     |     |     |     |     |     |     |    |    |
| Winst: 3 punten Gelijk: 1 punt Verlies: 0 punten                     |     |     |     |     |     |     |     |     |     |     |     |     |     |     |     |     |     |     |     |    |    |

#### Uit/thuis balans
| Totaal / Thuis / Uit | gs | w  | g | v | dv  | dt | ds  |
| -------------------- | -- | -- | - | - | --- | -- | --- |
| Totaal tussenstand   |    |    |   |   |     |    |     |
| Totaal               | 38 | 26 | 3 | 9 | 102 | 35 | +67 |
| Thuis                | 19 | 14 | 2 | 2 | 57  | 13 | +44 |
| Uit                  | 19 | 12 | 1 | 7 | 45  | 22 | +23 |

#### Stand en punten historie
| 1 |

| 3 |

| 3 |

| 4 |

| 2 |

| 7 |

| 2 |

| 10 |

| 2 |

| 10 |

| 2 |

| 13 |

| 2 |

| 16 |

| 2 |

| 16 |

| 2 |

| 19 |

| 2 |

| 22 |

| 2 |

| 25 |

| 4 |

| 25 |

| 3 |

| 28 |

| 3 |

| 29 |

| 3 |

| 32 |

| 3 |

| 32 |

| 3 |

| 35 |

| 3 |

| 38 |

| 3 |

| 38 |

| 3 |

| 41 |

| 3 |

| 44 |

| 2 |

| 47 |

| 2 |

| 48 |

| 2 |

| 51 |

| 2 |

| 51 |

| 2 |

| 54 |

| 2 |

| 57 |

| 2 * |

| 57 |

| 2 |

| 60 |

| 2 |

| 63 |

| 2 |

| 63 |

| 2 |

| 66 |

| 2 |

| 66 |

| 2 |

| 69 |

| 2 |

| 72 |

| 2 |

| 75 |

| 2 |

| 78 |

| 2 |

| 81 |

| Legenda       |                                                           |
| Plaats:       | Kwalificatie voor:                                        |
| 1e t/m 4e     | Geplaatst voor UEFA Champions League Groepsfase           |
| 5e & 6e       | Geplaatst voor UEFA Europa League Groepsfase              |
| 7e            | Geplaatst voor UEFA Europa League 2e voorronde            |
| 8e t/m 17e    | –                                                         |
| 18e t/m 20e   | Degradatie naar de Championship                           |
| Symbool/kleur |                                                           |
| Gestegen      | Plaats(en) gestegen ten opzichte van vorige speelronde    |
| Stabiel       | Plaats gelijk gebleven ten opzichte van vorige speelronde |
| Gedaald       | Plaats(en) gezakt ten opzichte van vorige speelronde      |
|               | Aantal punten                                             |
| *             | Eén wedstrijd minder gespeeld.                            |

#### Wedstrijden
| Wedstrijddetails                                                                     | Thuisploeg | Uitslag                                | Uitploeg | Opstelling | Kaarten                                                         |
| ------------------------------------------------------------------------------------ | --- | -------------------------------------- | --- | --- | --------------------------------------------------------------- |
| zaterdag 10 augustus 2019 13:30 Olympisch Stadion Londen 59.870 toeschouwers         | West Ham United | 0–5                                    | Manchester City | Ederson Walker, Stones, Laporte, Zinchenko De Bruyne (79' Gündoğan), Rodri, D. Silva (80' Foden) Mahrez, Jesus (69' Agüero), Sterling                               | 87' Walker 90+3' Sterling                                       |
| zaterdag 10 augustus 2019 13:30 Olympisch Stadion Londen 59.870 toeschouwers         | | 0–1 0–2 0–3 0–4 0–5 Report             | 25' Jesus Walker 51' Sterling De Bruyne 75' Sterling Mahrez Agüero 86' (pen.) Agüero 90+1' Sterling Mahrez          | Ederson Walker, Stones, Laporte, Zinchenko De Bruyne (79' Gündoğan), Rodri, D. Silva (80' Foden) Mahrez, Jesus (69' Agüero), Sterling                               | 87' Walker 90+3' Sterling                                       |
| zaterdag 17 augustus 2019 18:30 Etihad Stadium Manchester 54.503 toeschouwers        | Manchester City | 2–2                                    | Tottenham Hotspur                                                                                                   | Ederson Walker, Otamendi, Laporte, Zinchenko De Bruyne , Rodri (78' D. Silva), Gündoğan B. Silva (80' Mahrez), Agüero, Sterling                                     | 26' Sterling                                                    |
| zaterdag 17 augustus 2019 18:30 Etihad Stadium Manchester 54.503 toeschouwers        | De Bruyne Sterling 20' De Bruyne Agüero 35'                                                                                                 | 1–0 1–1 2–1 2–2 Report                 | 23' Lamela N'Dombele 56' Moura Lamela                                                                               | Ederson Walker, Otamendi, Laporte, Zinchenko De Bruyne , Rodri (78' D. Silva), Gündoğan B. Silva (80' Mahrez), Agüero, Sterling                                     | 26' Sterling                                                    |
| zondag 25 augustus 2019 15:00 Dean Court Bournemouth 10.486 toeschouwers             | Bournemouth | 1–3                                    | Manchester City | Ederson Walker (90' Cancelo), Otamendi, Laporte, Zinchenko De Bruyne, Gündoğan (58' Rodri), D. Silva B. Silva (79' Mahrez), Agüero, Sterling                        | 10' Walker 13' Ederson 90' Otamendi                             |
| zondag 25 augustus 2019 15:00 Dean Court Bournemouth 10.486 toeschouwers             | H. Wilson 45+3' | 0–1 0–2 1–2 1–3 Report                 | 15' Agüero De Bruyne 43' Sterling D. Silva 64' Agüero D. Silva                                                      | Ederson Walker (90' Cancelo), Otamendi, Laporte, Zinchenko De Bruyne, Gündoğan (58' Rodri), D. Silva B. Silva (79' Mahrez), Agüero, Sterling                        | 10' Walker 13' Ederson 90' Otamendi                             |
| zaterdag 31 augustus 2019 16:00 Etihad Stadium Manchester 54.386 toeschouwers        | Manchester City | 4–0                                    | Brighton & Hove Albion                                                                                              | Ederson Walker, Otamendi, Laporte (37' Fernandinho), Zinchenko De Bruyne (69' Gündoğan), Rodri, D. Silva (78' B. Silva) Mahrez, Agüero, Sterling                    | 36' Laporte                                                     |
| zaterdag 31 augustus 2019 16:00 Etihad Stadium Manchester 54.386 toeschouwers        | D. Silva De Bruyne 2' De Bruyne Agüero 42' D. Silva Agüero 55' Agüero B. Silva 79'                                                          | 1–0 2–0 3–0 4–0 Report                 | | Ederson Walker, Otamendi, Laporte (37' Fernandinho), Zinchenko De Bruyne (69' Gündoğan), Rodri, D. Silva (78' B. Silva) Mahrez, Agüero, Sterling                    | 36' Laporte                                                     |
| zaterdag 14 september 2019 18:30 Carrow Road Norwich 27.035 toeschouwers             | Norwich City | 3–2                                    | Manchester City | Ederson Walker, Stones, Otamendi, Zinchenko D. Silva (57' Jesus), Rodri, Gündoğan (57' De Bruyne) B. Silva (73' Mahrez), Agüero, Sterling                           | 69' B. Silva                                                    |
| zaterdag 14 september 2019 18:30 Carrow Road Norwich 27.035 toeschouwers             | Buendía McLean 18' Pukki Cantwell 28' Buendía Pukki 50'                                                                                     | 1–0 2–0 2–1 3-1 3–2 Report             | 45' Agüero B. Silva 88' Rodri Jesus                                                                                 | Ederson Walker, Stones, Otamendi, Zinchenko D. Silva (57' Jesus), Rodri, Gündoğan (57' De Bruyne) B. Silva (73' Mahrez), Agüero, Sterling                           | 69' B. Silva                                                    |
| zaterdag 21 september 2019 16:00 Etihad Stadium Manchester 54.237 toeschouwers       | Manchester City | 8–0                                    | Watford | Ederson Walker (54' Cancelo), Fernandinho, Otamendi (63' García), Mendy (46' Angeliño) D. Silva , Rodri, De Bruyne Mahrez, Agüero, B. Silva                         | 19' B. Silva 81' Angeliño                                       |
| zaterdag 21 september 2019 16:00 Etihad Stadium Manchester 54.237 toeschouwers       | De Bruyne D. Silva 1' Agüero 7' (pen.) Mahrez 12' B. Silva 15' Agüero Otamendi 18' B. Silva 48' De Bruyne B. Silva 60' Mahrez De Bruyne 84' | 1–0 2–0 3–0 4–0 5–0 6–0 7–0 8–0 Report | | Ederson Walker (54' Cancelo), Fernandinho, Otamendi (63' García), Mendy (46' Angeliño) D. Silva , Rodri, De Bruyne Mahrez, Agüero, B. Silva                         | 19' B. Silva 81' Angeliño                                       |
| zaterdag 28 september 2019 18:30 Goodison Park Liverpool 39.222 toeschouwers         | Everton | 1–3                                    | Manchester City | Ederson Walker, Fernandinho , Otamendi, Zinchenko Gündoğan, Rodri, De Bruyne (80' B. Silva) Mahrez, Jesus (66' Agüero), Sterling (86' D. Silva)                     | 38' Rodri 51' Otamendi                                          |
| zaterdag 28 september 2019 18:30 Goodison Park Liverpool 39.222 toeschouwers         | Coleman Calvert-Lewin 33' | 0–1 1–1 1–2 1–3 Report                 | 24' Jesus De Bruyne 71' Mahrez 84' Sterling                                                                         | Ederson Walker, Fernandinho , Otamendi, Zinchenko Gündoğan, Rodri, De Bruyne (80' B. Silva) Mahrez, Jesus (66' Agüero), Sterling (86' D. Silva)                     | 38' Rodri 51' Otamendi                                          |
| zondag 6 oktober 2019 15:00 Etihad Stadium Manchester 54.435 toeschouwers            | Manchester City | 0–2                                    | Wolverhampton Wanderers                                                                                             | Ederson Walker (46' Zinchenko), Fernandinho, Otamendi, Cancelo Gündoğan, Rodri Mahrez (60' B. Silva), D. Silva (75' Jesus), Sterling Agüero                         | 50' Rodri 50' Cancelo 62' Ederson 71' Gündoğan 76' Fernandinho  |
| zondag 6 oktober 2019 15:00 Etihad Stadium Manchester 54.435 toeschouwers            | | 0–1 0–2 Report                         | 80' Traoré Jiménez 90+4' Traoré Jiménez                                                                             | Ederson Walker (46' Zinchenko), Fernandinho, Otamendi, Cancelo Gündoğan, Rodri Mahrez (60' B. Silva), D. Silva (75' Jesus), Sterling Agüero                         | 50' Rodri 50' Cancelo 62' Ederson 71' Gündoğan 76' Fernandinho  |
| zaterdag 19 oktober 2019 18:30 Selhurst Park Londen 25.480 toeschouwers              | Crystal Palace | 0–2                                    | Manchester City | Ederson Cancelo, Rodri, Fernandinho, Mendy Gündoğan B. Silva, D. Silva (80' Stones), De Bruyne (90+1' Foden), Sterling Jesus                                        | 46' Sterling                                                    |
| zaterdag 19 oktober 2019 18:30 Selhurst Park Londen 25.480 toeschouwers              | | 0–1 0–2 Report                         | 39' Jesus B. Silva 41' D. Silva Sterling                                                                            | Ederson Cancelo, Rodri, Fernandinho, Mendy Gündoğan B. Silva, D. Silva (80' Stones), De Bruyne (90+1' Foden), Sterling Jesus                                        | 46' Sterling                                                    |
| zaterdag 26 oktober 2019 13:30 Etihad Stadium Manchester 54.506 toeschouwers         | Manchester City | 3–0                                    | Aston Villa | Ederson Cancelo, Fernandinho, Stones, Mendy (73' Angeliño) Gündoğan B. Silva, D. Silva De Bruyne (76' Foden), Sterling (76' Agüero) Jesus                           | 57' Fernandinho 81' Gündoğan 87' Fernandinho                    |
| zaterdag 26 oktober 2019 13:30 Etihad Stadium Manchester 54.506 toeschouwers         | Jesus Sterling 46' De Bruyne D. Silva 65' Gündoğan 70'                                                                                      | 1–0 2–0 3–0 Report                     | | Ederson Cancelo, Fernandinho, Stones, Mendy (73' Angeliño) Gündoğan B. Silva, D. Silva De Bruyne (76' Foden), Sterling (76' Agüero) Jesus                           | 57' Fernandinho 81' Gündoğan 87' Fernandinho                    |
| zaterdag 2 november 2019 16:00 Etihad Stadium Manchester 53.922 toeschouwers         | Manchester City | 2–1                                    | Southampton | Ederson Walker, Fernandinho, Stones, Angeliño D. Silva (45' Jesus), Gündoğan, De Bruyne B. Silva (84' Foden), Agüero (90+2' Otamendi), Sterling                     | 40' Sterling 89' Gündoğan 90+5' Ederson                         |
| zaterdag 2 november 2019 16:00 Etihad Stadium Manchester 53.922 toeschouwers         | Walker Agüero 70' Walker 86' | 0–1 1–1 2–1 Report                     | 13' Ward-Prowse | Ederson Walker, Fernandinho, Stones, Angeliño D. Silva (45' Jesus), Gündoğan, De Bruyne B. Silva (84' Foden), Agüero (90+2' Otamendi), Sterling                     | 40' Sterling 89' Gündoğan 90+5' Ederson                         |
| zondag 10 november 2019 17:30 Anfield Liverpool 53.324 toeschouwers                  | Liverpool | 3–1                                    | Manchester City | Bravo Walker, Stones, Fernandinho , Angeliño Gündoğan, Rodri B. Silva, De Bruyne, Sterling Agüero (71' Agüero)                                                      | 65' Rodri 90+5' Jesus                                           |
| zondag 10 november 2019 17:30 Anfield Liverpool 53.324 toeschouwers                  | Fabinho 6' Robertson Salah 13' Henderson Mané 61'                                                                                           | 1–0 2–0 3–0 3–1 Report                 | 78' B. Silva | Bravo Walker, Stones, Fernandinho , Angeliño Gündoğan, Rodri B. Silva, De Bruyne, Sterling Agüero (71' Agüero)                                                      | 65' Rodri 90+5' Jesus                                           |
| zaterdag 23 november 2019 13:30 Etihad Stadium Manchester 54.486 toeschouwers        | Manchester City | 2–1                                    | Chelsea | Ederson Cancelo, Fernandinho, Stones, Mendy D. Silva (67' Foden), Rodri (52' Gündoğan), De Bruyne Mahrez, Agüero (77' Jesus), Sterling                              | 90+1' Gündoğan                                                  |
| zaterdag 23 november 2019 13:30 Etihad Stadium Manchester 54.486 toeschouwers        | Kovačić Kanté 21' | 0–1 1–1 2–1 Report                     | 29' De Bruyne 37' Mahrez Rodri                                                                                      | Ederson Cancelo, Fernandinho, Stones, Mendy D. Silva (67' Foden), Rodri (52' Gündoğan), De Bruyne Mahrez, Agüero (77' Jesus), Sterling                              | 90+1' Gündoğan                                                  |
| zaterdag 30 november 2019 13:30 St. James' Park Newcastle 49.937 toeschouwers        | Newcastle United | 2–2                                    | Manchester City | Ederson Walker, Fernandinho, Stones, Mendy D. Silva (70' Foden), Gündoğan, De Bruyne Mahrez (69' B. Silva), Jesus (84' Rodri), Sterling                             | 24' Gündoğan 53' Fernandinho                                    |
| zaterdag 30 november 2019 13:30 St. James' Park Newcastle 49.937 toeschouwers        | D. Silva Sterling 22' De Bruyne 82' | 0–1 1–1 1–2 2–2 Report                 | 25' Willems Almirón 88' Shelvey Atsu                                                                                | Ederson Walker, Fernandinho, Stones, Mendy D. Silva (70' Foden), Gündoğan, De Bruyne Mahrez (69' B. Silva), Jesus (84' Rodri), Sterling                             | 24' Gündoğan 53' Fernandinho                                    |
| dinsdag 3 december 2019 21:15 Turf Moor Burnley 20.101 toeschouwers                  | Burnley | 1–4                                    | Manchester City | Ederson Walker, Fernandinho (85' García), Otamendi, Angeliño Rodri B. Silva, D. Silva , De Bruyne (80' Foden), Sterling (72' Mahrez) Jesus                          | 15' B. Silva                                                    |
| dinsdag 3 december 2019 21:15 Turf Moor Burnley 20.101 toeschouwers                  | Hendrick Brady 89' | 0–1 0–2 0–3 0–4 1–4 Report             | 24' Jesus D. Silva 50' Jesus B. Silva 68' Rodri 87' Mahrez B. Silva                                                 | Ederson Walker, Fernandinho (85' García), Otamendi, Angeliño Rodri B. Silva, D. Silva , De Bruyne (80' Foden), Sterling (72' Mahrez) Jesus                          | 15' B. Silva                                                    |
| zaterdag 7 december 2019 18:30 Etihad Stadium Manchester 54.403 toeschouwers         | Manchester City | 1–2                                    | Manchester United                                                                                                   | Ederson Walker, Fernandinho, Stones (59' Otamendi), Angeliño Rodri (86' Gündoğan) B. Silva (65' Mahrez), D. Silva , De Bruyne, Sterling Jesus                       | 22' B. Silva 79' De Bruyne 90+4' Walker                         |
| zaterdag 7 december 2019 18:30 Etihad Stadium Manchester 54.403 toeschouwers         | Mahrez Otamendi 85' | 0–1 0–2 1–2 Report                     | 23' (pen.) Rashford 29' Martial James                                                                               | Ederson Walker, Fernandinho, Stones (59' Otamendi), Angeliño Rodri (86' Gündoğan) B. Silva (65' Mahrez), D. Silva , De Bruyne, Sterling Jesus                       | 22' B. Silva 79' De Bruyne 90+4' Walker                         |
| zondag 15 december 2019 17:30 Emirates Stadium Londen 60.031 toeschouwers            | Arsenal | 0–3                                    | Manchester City | Ederson Walker, Fernandinho , Otamendi, Mendy (85' Zinchenko) Gündoğan (70' Mahrez), Rodri De Bruyne, Foden (56' B. Silva), Sterling Jesus                          | 17' Fernandinho 34' Rodri 61' Gündoğan 62' Mendy                |
| zondag 15 december 2019 17:30 Emirates Stadium Londen 60.031 toeschouwers            | | 0–1 0–2 0–3 Report                     | 2' De Bruyne Jesus 15' Sterling 40' De Bruyne Foden                                                                 | Ederson Walker, Fernandinho , Otamendi, Mendy (85' Zinchenko) Gündoğan (70' Mahrez), Rodri De Bruyne, Foden (56' B. Silva), Sterling Jesus                          | 17' Fernandinho 34' Rodri 61' Gündoğan 62' Mendy                |
| zaterdag 21 december 2019 18:30 Etihad Stadium Manchester 54.415 toeschouwers        | Manchester City | 3–1                                    | Leicester City | Ederson Walker, Fernandinho , Otamendi, Mendy B. Silva, Gündoğan (79' Rodri) Mahrez, De Bruyne (90+1' Agüero), Sterling (89' Foden) Jesus                           | 59' De Bruyne 71' Gündoğan                                      |
| zaterdag 21 december 2019 18:30 Etihad Stadium Manchester 54.415 toeschouwers        | Mendy Mahrez 30' Gündoğan 43' (pen.) De Bruyne Jesus 69'                                                                                    | 0–1 1–1 2–1 3–1 Report                 | 22' Vardy Barnes | Ederson Walker, Fernandinho , Otamendi, Mendy B. Silva, Gündoğan (79' Rodri) Mahrez, De Bruyne (90+1' Agüero), Sterling (89' Foden) Jesus                           | 59' De Bruyne 71' Gündoğan                                      |
| vrijdag 27 december 2019 20:45 Molineux Stadium Wolverhampton 31.737 toeschouwers    | Wolverhampton Wanderers | 3–2                                    | Manchester City | Ederson Walker, Fernandinho , Otamendi, Mendy B. Silva, Rodri Mahrez (46' García), De Bruyne (67' Gündoğan), Sterling Agüero (14' Bravo)                            | 12' Ederson 60' Otamendi                                        |
| vrijdag 27 december 2019 20:45 Molineux Stadium Wolverhampton 31.737 toeschouwers    | Neves Traoré 55' Traoré Jiménez 82' Jiménez Doherty 89'                                                                                     | 0–0 0–1 0–2 2–1 2–2 2–3 Report         | 24' (pen.) Sterling 25' Sterling 50' Sterling De Bruyne                                                             | Ederson Walker, Fernandinho , Otamendi, Mendy B. Silva, Rodri Mahrez (46' García), De Bruyne (67' Gündoğan), Sterling Agüero (14' Bravo)                            | 12' Ederson 60' Otamendi                                        |
| zondag 29 december 2019 19:00 Etihad Stadium Manchester 54.381 toeschouwers          | Manchester City | 2–0                                    | Sheffield United | Bravo Walker, Fernandinho , García, Zinchenko B. Silva (62' Gündoğan), Rodri, De Bruyne Mahrez, Agüero (81' Foden), Sterling (88' Jesus)                            | 59' B. Silva                                                    |
| zondag 29 december 2019 19:00 Etihad Stadium Manchester 54.381 toeschouwers          | De Bruyne Agüero 52' Mahrez De Bruyne 82'                                                                                                   | 1–0 2–0 Report                         | | Bravo Walker, Fernandinho , García, Zinchenko B. Silva (62' Gündoğan), Rodri, De Bruyne Mahrez, Agüero (81' Foden), Sterling (88' Jesus)                            | 59' B. Silva                                                    |
| woensdag 1 januari 2020 18:30 Etihad Stadium Manchester 54.407 toeschouwers          | Manchester City | 2–1                                    | Everton | Bravo Rodri, García, Fernandinho Cancelo, De Bruyne, Gündoğan, Mendy Foden (83' D. Silva), Mahrez (90+3' Sterling) Jesus                                            |                                                                 |
| woensdag 1 januari 2020 18:30 Etihad Stadium Manchester 54.407 toeschouwers          | Gündoğan Jesus 51' Mahrez Jesus 58' | 1–0 2–0 2–1 Report                     | 71' Richarlison | Bravo Rodri, García, Fernandinho Cancelo, De Bruyne, Gündoğan, Mendy Foden (83' D. Silva), Mahrez (90+3' Sterling) Jesus                                            |                                                                 |
| zondag 12 januari 2020 17:30 Villa Park Birmingham 41.823 toeschouwers               | Aston Villa | 1–6                                    | Manchester City | Ederson Cancelo, Fernandinho (63' Otamendi), Stones, Mendy D. Silva , Rodri (71' Gündoğan), De Bruyne (63' Foden) Mahrez, Agüero, Jesus                             | 50' Fernandinho                                                 |
| zondag 12 januari 2020 17:30 Villa Park Birmingham 41.823 toeschouwers               | El Ghazi 90+1' (pen.) | 0–1 0–2 0–3 0–4 0–5 0–6 1–6 Report     | 18' Mahrez Agüero 24' Mahrez Jesus 28' Agüero De Bruyne 45+1' Jesus De Bruyne 57' Agüero D. Silva 81' Agüero Mahrez | Ederson Cancelo, Fernandinho (63' Otamendi), Stones, Mendy D. Silva , Rodri (71' Gündoğan), De Bruyne (63' Foden) Mahrez, Agüero, Jesus                             | 50' Fernandinho                                                 |
| zaterdag 18 januari 2020 16:00 Etihad Stadium Manchester 54.439 toeschouwers         | Manchester City | 2–2                                    | Crystal Palace | Ederson Cancelo, Fernandinho, Stones, Mendy D. Silva (62' Jesus), Gündoğan, De Bruyne Sterling (89' Rodri), Agüero, B. Silva (73' Mahrez)                           | 58' Mendy                                                       |
| zaterdag 18 januari 2020 16:00 Etihad Stadium Manchester 54.439 toeschouwers         | Jesus Agüero 82' Mendy Agüero 87' | 0–1 1–1 2–1 2–2 Report                 | 39' Tosun Cahill Fernandinho 90' (e.d.)                                                                             | Ederson Cancelo, Fernandinho, Stones, Mendy D. Silva (62' Jesus), Gündoğan, De Bruyne Sterling (89' Rodri), Agüero, B. Silva (73' Mahrez)                           | 58' Mendy                                                       |
| dinsdag 21 januari 2020 20:30 Bramall Lane Sheffield 31.825 toeschouwers             | Sheffield United | 0–1                                    | Manchester City | Ederson Fernandinho , Laporte (78' García), Otamendi Walker, De Bruyne, Rodri, Zinchenko Mahrez, Sterling (90+2' B. Silva) Jesus (67' Agüero)                       | 45+2' Fernandinho 53' Rodri 83' Agüero                          |
| dinsdag 21 januari 2020 20:30 Bramall Lane Sheffield 31.825 toeschouwers             | | 0–0 0–1 Report                         | 36' (pen.) Jesus 73' Agüero De Bruyne                                                                               | Ederson Fernandinho , Laporte (78' García), Otamendi Walker, De Bruyne, Rodri, Zinchenko Mahrez, Sterling (90+2' B. Silva) Jesus (67' Agüero)                       | 45+2' Fernandinho 53' Rodri 83' Agüero                          |
| zondag 2 februari 2020 17:30 Tottenham Hotspur Stadium Londen 61.022 toeschouwers    | Tottenham Hotspur | 2–0                                    | Manchester City | Ederson Walker, Fernandinho , Otamendi, Zinchenko De Bruyne, Rodri, Gündoğan Mahrez (72' Jesus), Agüero (64' Cancelo), Sterling (84' B. Silva)                      | 12' Sterling 33' Walker 42' Zinchenko 60' Zinchenko 90+4' Rodri |
| zondag 2 februari 2020 17:30 Tottenham Hotspur Stadium Londen 61.022 toeschouwers    | Moura Bergwijn 63' N'Dombélé Son 71' | 0–0 1–0 2–0 Report                     | 40' (pen.) Gündoğan                                                                                                 | Ederson Walker, Fernandinho , Otamendi, Zinchenko De Bruyne, Rodri, Gündoğan Mahrez (72' Jesus), Agüero (64' Cancelo), Sterling (84' B. Silva)                      | 12' Sterling 33' Walker 42' Zinchenko 60' Zinchenko 90+4' Rodri |
| woensdag 19 februari 2020 20:30 Etihad Stadium Manchester 52.159 toeschouwers        | Manchester City | 2–0                                    | West Ham United | Ederson Walker, Otamendi, Laporte (65' Stones), Mendy D. Silva (85' Foden), Rodri, De Bruyne (79' Gündoğan) B. Silva, Agüero, Jesus                                 |                                                                 |
| woensdag 19 februari 2020 20:30 Etihad Stadium Manchester 52.159 toeschouwers        | De Bruyne Rodri 30' B. Silva De Bruyne 62'                                                                                                  | 1–0 2–0 Report                         | | Ederson Walker, Otamendi, Laporte (65' Stones), Mendy D. Silva (85' Foden), Rodri, De Bruyne (79' Gündoğan) B. Silva, Agüero, Jesus                                 |                                                                 |
| zaterdag 22 februari 2020 18:30 Etihad Stadium Manchester 54.452 toeschouwers        | Leicester City | 0–1                                    | Manchester City | Ederson Walker, Fernandinho , Laporte (58' Otamendi), Mendy De Bruyne, Rodri, Gündoğan Mahrez, Agüero (77' Jesus), B. Silva                                         |                                                                 |
| zaterdag 22 februari 2020 18:30 Etihad Stadium Manchester 54.452 toeschouwers        | | 0–0 0–1 Report                         | 62' (pen.) Agüero 80' Jesus Mahrez                                                                                  | Ederson Walker, Fernandinho , Laporte (58' Otamendi), Mendy De Bruyne, Rodri, Gündoğan Mahrez, Agüero (77' Jesus), B. Silva                                         |                                                                 |
| zondag 8 maart 2020 17:30 Old Trafford Manchester 73.288 toeschouwers                | Manchester United | 2–0                                    | Manchester City | Ederson Cancelo, Fernandinho , Otamendi, Zinchenko (77' Mendy) B. Silva (59' Mahrez), Rodri, Gündoğan Foden, Agüero (59' Jesus), Sterling                           | 29' Fernandinho 30' Rodri 59' Cancelo 90+8' Jesus               |
| zondag 8 maart 2020 17:30 Old Trafford Manchester 73.288 toeschouwers                | Fernandes Martial 30' McTominay 90+6' | 1–0 2–0 Report                         | | Ederson Cancelo, Fernandinho , Otamendi, Zinchenko (77' Mendy) B. Silva (59' Mahrez), Rodri, Gündoğan Foden, Agüero (59' Jesus), Sterling                           | 29' Fernandinho 30' Rodri 59' Cancelo 90+8' Jesus               |
| zaterdag 17 juni 2020 21:15 Etihad Stadium Manchester 0 toeschouwers                 | Manchester City | 3–0                                    | Arsenal | Ederson Walker, García, Laporte (70' Fernandinho), Mendy D. Silva (65' B. Silva), Gündoğan, De Bruyne (70' Rodri) Mahrez (65' Foden), Jesus (80' Agüero), Sterling  | 79' Rodri                                                       |
| zaterdag 17 juni 2020 21:15 Etihad Stadium Manchester 0 toeschouwers                 | Sterling 45+2' De Bruyne 51' (pen.) Foden 90+1'                                                                                             | 1–0 2–0 3–0 Report                     | | Ederson Walker, García, Laporte (70' Fernandinho), Mendy D. Silva (65' B. Silva), Gündoğan, De Bruyne (70' Rodri) Mahrez (65' Foden), Jesus (80' Agüero), Sterling  | 79' Rodri                                                       |
| maandag 22 juni 2020 21:00 Etihad Stadium Manchester 0 toeschouwers                  | Manchester City | 5–0                                    | Burnley | Ederson Cancelo, Fernandinho (61' Laporte), Otamendi, Zinchenko D. Silva , Rodri, B. Silva Mahrez (61' De Bruyne), Agüero (45+3' Jesus), Foden (79' Sané)           | 62' Cancelo                                                     |
| maandag 22 juni 2020 21:00 Etihad Stadium Manchester 0 toeschouwers                  | B. Silva Foden 22' Fernandinho Fernandinho 43' Mahrez 45' (pen.) B. Silva D. Silva 51' Jesus Foden 63'                                      | 1–0 2–0 3–0 4–0 5–0 Report             | | Ederson Cancelo, Fernandinho (61' Laporte), Otamendi, Zinchenko D. Silva , Rodri, B. Silva Mahrez (61' De Bruyne), Agüero (45+3' Jesus), Foden (79' Sané)           | 62' Cancelo                                                     |
| donderdag 25 juni 2020 21:15 Stamford Bridge Londen 0 toeschouwers                   | Chelsea | 2–1                                    | Manchester City | Ederson Walker, Fernandinho , Laporte, Mendy Gündoğan, Rodri, De Bruyne Mahrez, B. Silva, Sterling                                                                  | 76' De Bruyne 77' Fernandinho                                   |
| donderdag 25 juni 2020 21:15 Stamford Bridge Londen 0 toeschouwers                   | Pulisic 36' Willian 78' (pen.) | 1–0 1–1 2–1 Report                     | 55' De Bruyne | Ederson Walker, Fernandinho , Laporte, Mendy Gündoğan, Rodri, De Bruyne Mahrez, B. Silva, Sterling                                                                  | 76' De Bruyne 77' Fernandinho                                   |
| donderdag 2 juli 2020 21:15 Etihad Stadium Manchester 0 toeschouwers                 | Manchester City | 4–0                                    | Liverpool | Ederson Walker (73' Cancelo), García, Laporte (79' Otamendi), Mendy Rodri, Gündoğan Foden, De Bruyne , Sterling (79' B. Silva) Jesus (58' Mahrez)                   | 41' Mendy 57' Walker                                            |
| donderdag 2 juli 2020 21:15 Etihad Stadium Manchester 0 toeschouwers                 | De Bruyne 25' (pen.) Foden Sterling 35' De Bruyne Foden 45' Oxlade-Chamberlain 66' (e.d.)                                                   | 1–0 2–0 3–0 4–0 Report                 | | Ederson Walker (73' Cancelo), García, Laporte (79' Otamendi), Mendy Rodri, Gündoğan Foden, De Bruyne , Sterling (79' B. Silva) Jesus (58' Mahrez)                   | 41' Mendy 57' Walker                                            |
| zondag 5 juli 2020 20:00 St. Mary's Stadium Southampton 0 toeschouwers               | Southampton | 1–0                                    | Manchester City | Ederson Cancelo, García, Laporte, Zinchenko D. Silva , Fernandinho, B. Silva Mahrez, Jesus, Sterling                                                                | 57' Fernandinho 86' Jesus                                       |
| zondag 5 juli 2020 20:00 St. Mary's Stadium Southampton 0 toeschouwers               | Armstrong Adams 16' | 1–0 Report                             | | Ederson Cancelo, García, Laporte, Zinchenko D. Silva , Fernandinho, B. Silva Mahrez, Jesus, Sterling                                                                | 57' Fernandinho 86' Jesus                                       |
| woensdag 8 juli 2020 19:00 Etihad Stadium Manchester 0 toeschouwers                  | Manchester City | 5–0                                    | Newcastle United | Ederson Cancelo (46' Walker), Stones, Otamendi, Zinchenko D. Silva , Rodri (46' Gündoğan), De Bruyne Mahrez (75' Doyle), Jesus (62' Sterling), Foden (61' B. Silva) |                                                                 |
| woensdag 8 juli 2020 19:00 Etihad Stadium Manchester 0 toeschouwers                  | D. Silva Jesus 10' De Bruyne Mahrez 21' Fernández 58' (e.d.) D. Silva 65' D. Silva Sterling 90+1'                                           | 1–0 2–0 3–0 4–0 5–0 Report             | | Ederson Cancelo (46' Walker), Stones, Otamendi, Zinchenko D. Silva , Rodri (46' Gündoğan), De Bruyne Mahrez (75' Doyle), Jesus (62' Sterling), Foden (61' B. Silva) |                                                                 |
| zaterdag 11 juli 2020 21:00 American Express Community Stadium Falmer 0 toeschouwers | Brighton & Hove Albion | 0–5                                    | Manchester City | Ederson Walker, García (72' Stones), Laporte, Mendy (64' Zinchenko) B. Silva, Rodri (72' Fernandinho), De Bruyne (64' D. Silva) Mahrez, Jesus (63' Foden), Sterling |                                                                 |
| zaterdag 11 juli 2020 21:00 American Express Community Stadium Falmer 0 toeschouwers | | 0–1 0–2 0–3 0–4 0–5 Report             | 21' Sterling Jesus 44' Jesus Rodri 53' Sterling Mahrez 56' B. Silva Jesus 51' Sterling                              | Ederson Walker, García (72' Stones), Laporte, Mendy (64' Zinchenko) B. Silva, Rodri (72' Fernandinho), De Bruyne (64' D. Silva) Mahrez, Jesus (63' Foden), Sterling |                                                                 |
| woensdag 15 juli 2020 21:00 Etihad Stadium Manchester 0 toeschouwers                 | Manchester City | 2–1                                    | Bournemouth | Ederson Walker (46' García), Stones, Otamendi, Mendy (77' Zinchenko) Gündoğan (68' Rodri), Fernandinho B. Silva (46' Sterling), D. Silva , Foden Jesus (77' Mahrez) | 90+4' García                                                    |
| woensdag 15 juli 2020 21:00 Etihad Stadium Manchester 0 toeschouwers                 | D. Silva 6' D. Silva Jesus 39' | 1–0 2–0 2–1 Report                     | 88' Brooks C. Wilson                                                                                                | Ederson Walker (46' García), Stones, Otamendi, Mendy (77' Zinchenko) Gündoğan (68' Rodri), Fernandinho B. Silva (46' Sterling), D. Silva , Foden Jesus (77' Mahrez) | 90+4' García                                                    |
| zaterdag 18 juli 2020 16:00 Vicarage Road Watford 0 toeschouwers                     | Watford | 0–4                                    | Manchester City | Ederson Walker (64' Zinchenko), García, Laporte (74' Stones), Cancelo B. Silva, Rodri, De Bruyne Foden, Jesus, Sterling (64' Mahrez)                                |                                                                 |
| zaterdag 18 juli 2020 16:00 Vicarage Road Watford 0 toeschouwers                     | | 0–1 0–2 0–3 0–4 Report                 | 31' Sterling Walker Sterling 40' Sterling 63' Foden 66' Laporte De Bruyne                                           | Ederson Walker (64' Zinchenko), García, Laporte (74' Stones), Cancelo B. Silva, Rodri, De Bruyne Foden, Jesus, Sterling (64' Mahrez)                                |                                                                 |
| zondag 26 juli 2020 16:00 Etihad Stadium Manchester 0 toeschouwers                   | Manchester City | 5–0                                    | Norwich City | Ederson Walker, García (46' Fernandinho), Laporte, Cancelo D. Silva (85' B. Silva), Rodri (46' Gündoğan), De Bruyne Sterling, Jesus, Foden (46' Mahrez)             | 51' Cancelo                                                     |
| zondag 26 juli 2020 16:00 Etihad Stadium Manchester 0 toeschouwers                   | Jesus 11' Walker De Bruyne 45+1' De Bruyne Sterling 79' Mahrez 83' De Bruyne 90'                                                            | 1–0 2–0 3–0 4–0 5–0 Report             | | Ederson Walker, García (46' Fernandinho), Laporte, Cancelo D. Silva (85' B. Silva), Rodri (46' Gündoğan), De Bruyne Sterling, Jesus, Foden (46' Mahrez)             | 51' Cancelo                                                     |

### FA Cup
| Stand  | Gespeeld | Gewonnen | Gelijk | Verloren | Punten | Doelpunten voor | Doelpunten tegen | Gele kaarten | Twee gele kaarten in 1 wedstrijd | Rode kaarten |
| ------ | -------- | -------- | ------ | -------- | ------ | --------------- | ---------------- | ------------ | -------------------------------- | ------------ |
| N.V.T. | 5        | 4        | 0      | 1        | N.V.T  | 11              | 3                | 1            | 0                                | 0            |

| Totaal / Thuis / Uit | gs | w | g | v | dv | dt | ds |
| -------------------- | -- | - | - | - | -- | -- | -- |
| Totaal tussenstand   |    |   |   |   |    |    |    |
| Totaal               | 5  | 4 | 0 | 1 | 11 | 2  | +9 |
| Thuis                | 2  | 2 | 0 | 0 | 8  | 1  | +7 |
| Uit                  | 3  | 2 | 0 | 1 | 3  | 1  | +2 |

#### Keepers: Tegendoelpunten en de nul gehouden
| Speler        | Wed in actie | Doelpunten tegen | Gem  | De nul gehouden |
| ------------- | ------------ | ---------------- | ---- | --------------- |
| Claudio Bravo | 4            | 1                | 0,25 | 3               |
| Ederson       | 1            | 2                | 2    | 0               |
| Scott Carson  | 0            | 0                | 0    | 0               |

#### Toernooischema
De eerste twee ronden was Manchester City vrij van deelname. In de derde ronde zijn ze ingestroomd.
|  | Derde ronde       | Derde ronde        | Derde ronde |  |                   | Vierde ronde      | Vierde ronde       | Vierde ronde |  |                   | Vijfde ronde           | Vijfde ronde | Vijfde ronde |                   |                    | Kwartfinale         | Kwartfinale | Kwartfinale |                   |            | Halve finale      | Halve finale       | Halve finale |  |  | Finale | Finale | Finale |
|  |                   |                    |             |  |                   |                   |                    |              |  |                   |                        |              |              |                   |                    |                     |             |             |                   |            |                   |                    |              |  |  |        |        |        |
|  | Vlag van Engeland | Manchester City FC | 4           |  |                   |                   |                    |              |  |                   |                        |              |              |                   |                    |                     |             |             |                   |            |                   |                    |              |  |  |        |        |        |
|  | Vlag van Engeland | Port Vale FC       | 1           |  |                   | Vlag van Engeland | Manchester City FC | 4            |  |                   |                        |              |              |                   |                    |                     |             |             |                   |            |                   |                    |              |  |  |        |        |        |
|  |                   |                    |             |  | Vlag van Engeland | Fulham FC         | 0                  |              |  | Vlag van Engeland | Sheffield Wednesday FC | 0            |              |                   |                    |                     |             |             |                   |            |                   |                    |              |  |  |        |        |        |
|  |                   |                    |             |  |                   |                   |                    |              |  | Vlag van Engeland | Manchester City FC     | 1            |              |                   | Vlag van Engeland  | Newcastle United FC | 0           |             |                   |            |                   |                    |              |  |  |        |        |        |
|  |                   |                    |             |  |                   |                   |                    |              |  |                   |                        |              |              | Vlag van Engeland | Manchester City FC | 2                   |             |             | Vlag van Engeland | Arsenal FC | 2                 |                    |              |  |  |        |        |        |
|  |                   |                    |             |  |                   |                   |                    |              |  |                   |                        |              |              |                   |                    |                     |             |             |                   |            | Vlag van Engeland | Manchester City FC | 0            |  |  |        |        |        |
|  |                   |                    |             |  |                   |                   |                    |              |  |                   |                        |              |              |                   |                    |                     |             |             |                   |            |                   |                    |              |  |  |        |        |        |

#### Wedstrijden
| Wedstrijddetails                                                            | Thuisploeg                                                                           | Uitslag                    | Uitploeg                                | Opstelling | Kaarten    |
| --------------------------------------------------------------------------- | ------------------------------------------------------------------------------------ | -------------------------- | --------------------------------------- | --- | ---------- |
| zaterdag 4 januari 2020 18:30 Etihad Stadium Manchester 52.433 toeschouwers | Manchester City                                                                      | 4–1                        | Port Vale                               | Bravo Cancelo, Stones, Harwood-Bellis, Angeliño D. Silva , Gündoğan (77' Doyle), Zinchenko B. Silva (77' Mahrez), Agüero, Foden                  |            |
| zaterdag 4 januari 2020 18:30 Etihad Stadium Manchester 52.433 toeschouwers | Gündoğan Zinchenko 20' Foden Agüero 42' Stones Harwood-Bellis 58' Angeliño Foden 76' | 1–0 1–1 2–1 3–1 4–1 Report | 35' Pope Amoo                           | Bravo Cancelo, Stones, Harwood-Bellis, Angeliño D. Silva , Gündoğan (77' Doyle), Zinchenko B. Silva (77' Mahrez), Agüero, Foden                  |            |
| zondag 26 januari 2020 14:00 Etihad Stadium Manchester 39.223 toeschouwers  | Manchester City                                                                      | 4–0                        | Fulham                                  | Bravo Cancelo, Otamendi (73' Stones), García, Angeliño B. Silva, Gündoğan (75' Rodri) Mahrez (53' Sterling), D. Silva , Foden Jesus              |            |
| zondag 26 januari 2020 14:00 Etihad Stadium Manchester 39.223 toeschouwers  | Gündoğan 8' (pen.) Foden B. Silva 19' Cancelo Jesus 72' Jesus 75'                    | 1–0 2–0 3–0 4–0 Report     |                                         | Bravo Cancelo, Otamendi (73' Stones), García, Angeliño B. Silva, Gündoğan (75' Rodri) Mahrez (53' Sterling), D. Silva , Foden Jesus              |            |
| woensdag 4 maart 2020 20:45 Hillsborough Sheffield 20.995 toeschouwers      | Sheffield Wednesday                                                                  | 0–1                        | Manchester City                         | Bravo Cancelo, Stones, Otamendi, Mendy D. Silva , Rodri, B. Silva Mahrez, Agüero (86' Sterling), Jesus                                           | 88' Mahrez |
| woensdag 4 maart 2020 20:45 Hillsborough Sheffield 20.995 toeschouwers      |                                                                                      | 0–1 Report                 | 53' Agüero Mendy                        | Bravo Cancelo, Stones, Otamendi, Mendy D. Silva , Rodri, B. Silva Mahrez, Agüero (86' Sterling), Jesus                                           | 88' Mahrez |
| zondag 28 juni 2020 19:30 St. James' Park Newcastle 0 toeschouwers          | Newcastle United                                                                     | 0–2                        | Manchester City                         | Bravo Walker (71' Cancelo), Otamendi, Laporte, Mendy Gündoğan, De Bruyne (71' Rodri) Mahrez (64' Foden), D. Silva (64' B. Silva), Sterling Jesus |            |
| zondag 28 juni 2020 19:30 St. James' Park Newcastle 0 toeschouwers          |                                                                                      | 0–1 0–2 Report             | 37' (pen.) De Bruyne 68' Sterling Foden | Bravo Walker (71' Cancelo), Otamendi, Laporte, Mendy Gündoğan, De Bruyne (71' Rodri) Mahrez (64' Foden), D. Silva (64' B. Silva), Sterling Jesus |            |
| zaterdag 18 juli 2020 20:45 Emirates Stadium Londen 0 toeschouwers          | Arsenal                                                                              | 2–0                        | Manchester City                         | Ederson Walker, García, Laporte, Mendy De Bruyne, Gündoğan (66' Rodri) Mahrez (66' Foden), D. Silva (87' Fernandinho), Sterling Jesus            |            |
| zaterdag 18 juli 2020 20:45 Emirates Stadium Londen 0 toeschouwers          | Pépé Aubameyang 19' Tierney Aubameyang 71'                                           | 1–0 2–0 Report             |                                         | Ederson Walker, García, Laporte, Mendy De Bruyne, Gündoğan (66' Rodri) Mahrez (66' Foden), D. Silva (87' Fernandinho), Sterling Jesus            |            |

### League Cup
| Stand  | Gespeeld | Gewonnen | Gelijk | Verloren | Punten | Doelpunten voor | Doelpunten tegen | Gele kaarten | Twee gele kaarten in 1 wedstrijd | Rode kaarten |
| ------ | -------- | -------- | ------ | -------- | ------ | --------------- | ---------------- | ------------ | -------------------------------- | ------------ |
| N.V.T. | 6        | 5        | 0      | 1        | N.V.T  | 14              | 5                | 8            | 0                                | 0            |

| Totaal / Thuis / Uit | gs | w | g | v | dv | dt | ds |
| -------------------- | -- | - | - | - | -- | -- | -- |
| Totaal tussenstand   |    |   |   |   |    |    |    |
| Totaal               | 6  | 5 | 0 | 1 | 14 | 5  | +9 |
| Thuis                | 2  | 1 | 0 | 1 | 3  | 2  | +1 |
| Uit                  | 4  | 4 | 0 | 0 | 11 | 3  | +8 |

#### Keepers: Tegendoelpunten en de nul gehouden
| Speler        | Wed in actie | Doelpunten tegen | Gem  | De nul gehouden |
| ------------- | ------------ | ---------------- | ---- | --------------- |
| Claudio Bravo | 6            | 5                | 0,83 | 1               |
| Ederson       | 0            | 0                | 0    | 0               |
| Scott Carson  | 0            | 0                | 0    | 0               |

#### Toernooischema
De eerste twee ronden was Manchester City vrij van deelname. In de derde ronde zijn ze ingestroomd.
|  | Derde ronde       | Derde ronde       | Derde ronde |  |                   | Vierde ronde      | Vierde ronde    | Vierde ronde |  |                   | Kwartfinale     | Kwartfinale | Kwartfinale |                   |                   | Halve finale      | Halve finale | Halve finale |                   |             | Finale            | Finale          | Finale |  |  |  |  |  |
|  |                   |                   |             |  |                   |                   |                 |              |  |                   |                 |             |             |                   |                   |                   |              |              |                   |             |                   |                 |        |  |  |  |  |  |
|  | Vlag van Engeland | Preston North End | 0           |  |                   |                   |                 |              |  |                   |                 |             |             |                   |                   |                   |              |              |                   |             |                   |                 |        |  |  |  |  |  |
|  | Vlag van Engeland | Manchester City   | 3           |  |                   | Vlag van Engeland | Manchester City | 3            |  |                   |                 |             |             |                   |                   |                   |              |              |                   |             |                   |                 |        |  |  |  |  |  |
|  |                   |                   |             |  | Vlag van Engeland | Southampton       | 1               |              |  | Vlag van Engeland | Oxford United   | 1           |             |                   |                   |                   |              |              |                   |             |                   |                 |        |  |  |  |  |  |
|  |                   |                   |             |  |                   |                   |                 |              |  | Vlag van Engeland | Manchester City | 3           |             |                   | Vlag van Engeland | Manchester United | ( 1, 1 ) 2   |              |                   |             |                   |                 |        |  |  |  |  |  |
|  |                   |                   |             |  |                   |                   |                 |              |  |                   |                 |             |             | Vlag van Engeland | Manchester City   | ( 3, 0 ) 3        |              |              | Vlag van Engeland | Aston Villa | 1                 |                 |        |  |  |  |  |  |
|  |                   |                   |             |  |                   |                   |                 |              |  |                   |                 |             |             |                   |                   |                   |              |              |                   |             | Vlag van Engeland | Manchester City | 0 (2)  |  |  |  |  |  |
|  |                   |                   |             |  |                   |                   |                 |              |  |                   |                 |             |             |                   |                   |                   |              |              |                   |             |                   |                 |        |  |  |  |  |  |

#### Wedstrijden
| Wedstrijddetails                                                              | Thuisploeg                                         | Uitslag                | Uitploeg                                                   | Opstelling | Kaarten                |
| ----------------------------------------------------------------------------- | -------------------------------------------------- | ---------------------- | ---------------------------------------------------------- | --- | ---------------------- |
| dinsdag 24 september 2019 20:45 Deepdale Preston 22.025 toeschouwers          | Preston North End                                  | 0–3                    | Manchester City                                            | Bravo Cancelo, Harwood-Bellis, García, Angeliño (60' Mendy) Foden, Gündoğan, D. Silva (63' Bernabé) B. Silva, Jesus, Sterling (73' Mahrez)  |                        |
| dinsdag 24 september 2019 20:45 Deepdale Preston 22.025 toeschouwers          |                                                    | 0–1 0–2 0–3 Report     | 19' Sterling García 35' Jesus Sterling 42' (e.d.) Ledson   | Bravo Cancelo, Harwood-Bellis, García, Angeliño (60' Mendy) Foden, Gündoğan, D. Silva (63' Bernabé) B. Silva, Jesus, Sterling (73' Mahrez)  |                        |
| donderdag 29 oktober 2019 20:45 Etihad Stadium Manchester 37.143 toeschouwers | Manchester City                                    | 3–1                    | Southampton                                                | Bravo Walker (65' Cancelo), Otamendi, García, Angeliño (79' Stones) Foden, Doyle, B. Silva Mahrez, Agüero , Jesus (87' Bernabé)             |                        |
| donderdag 29 oktober 2019 20:45 Etihad Stadium Manchester 37.143 toeschouwers | B. Silva Otamendi 20' Walker Agüero 38' Agüero 56' | 1–0 2–0 3–0 3–1 Report | 75' Stephens Ward-Prowse                                   | Bravo Walker (65' Cancelo), Otamendi, García, Angeliño (79' Stones) Foden, Doyle, B. Silva Mahrez, Agüero , Jesus (87' Bernabé)             |                        |
| woensdag 18 december 2019 20:45 Kassam Stadium Oxford 11.817 toeschouwers     | Oxford United                                      | 1–3                    | Manchester City                                            | Bravo Cancelo, Harwood-Bellis, García, Zinchenko Foden, Rodri (59' Gündoğan), B. Silva Mahrez, Sterling (76' Bernabé), Angeliño (62' Jesus) | 50' Foden 85' Gündoğan |
| woensdag 18 december 2019 20:45 Kassam Stadium Oxford 11.817 toeschouwers     | Baptiste Taylor 46'                                | 0–1 1–1 1–2 1–3 Report | 22' Cancelo Foden 50' Sterling Angeliño 70' Sterling Jesus | Bravo Cancelo, Harwood-Bellis, García, Zinchenko Foden, Rodri (59' Gündoğan), B. Silva Mahrez, Sterling (76' Bernabé), Angeliño (62' Jesus) | 50' Foden 85' Gündoğan |
| woensdag 7 januari 2020 21:00 Old Trafford Manchester 69.023 toeschouwers     | Manchester United                                  | 1–3                    | Manchester City                                            | Bravo Walker, Fernandinho , Otamendi, Mendy De Bruyne (80' Jesus), Rodri, Gündoğan Mahrez (86' Foden), B. Silva, Sterling                   | 63' Rodri 82' Walker   |
| woensdag 7 januari 2020 21:00 Old Trafford Manchester 69.023 toeschouwers     | Greenwood Rashford 70'                             | 0–1 0–2 0–3 1–3 Report | 17' B. Silva Walker 33' Mahrez B. Silva 38' (e.d.) Pereira | Bravo Walker, Fernandinho , Otamendi, Mendy De Bruyne (80' Jesus), Rodri, Gündoğan Mahrez (86' Foden), B. Silva, Sterling                   | 63' Rodri 82' Walker   |
| woensdag 29 januari 2020 20:45 Etihad Stadium Manchester                      | Manchester City                                    | 0–1                    | Manchester United                                          | Bravo Walker, Cancelo, Otamendi Mahrez (68' D. Silva), Gündoğan, Rodri, Sterling B. Silva, De Bruyne (90+1' Stones) Agüero (90+3' Jesus)    | 57' Rodri 87' Otamendi |
| woensdag 29 januari 2020 20:45 Etihad Stadium Manchester                      |                                                    | 0–1 Report             | 35' Matić                                                  | Bravo Walker, Cancelo, Otamendi Mahrez (68' D. Silva), Gündoğan, Rodri, Sterling B. Silva, De Bruyne (90+1' Stones) Agüero (90+3' Jesus)    | 57' Rodri 87' Otamendi |
| zondag 1 maart 2020 17:30 Wembley Stadium Londen 82.145 toeschouwers          | Aston Villa                                        | 1–2                    | Manchester City                                            | Bravo Walker, Fernandinho, Stones, Zinchenko Gündoğan (58' De Bruyne), Rodri Foden, D. Silva (77' B. Silva), Sterling Agüero (84' Jesus     | 57' Sterling 60' Rodri |
| zondag 1 maart 2020 17:30 Wembley Stadium Londen 82.145 toeschouwers          | El Ghazi Samatta 41'                               | 0–1 0–2 1–2 Report     | 20' Agüero Foden 30' Rodri Gündoğan                        | Bravo Walker, Fernandinho, Stones, Zinchenko Gündoğan (58' De Bruyne), Rodri Foden, D. Silva (77' B. Silva), Sterling Agüero (84' Jesus     | 57' Sterling 60' Rodri |

### UEFA Champions League
| Stand  | Gespeeld | Gewonnen | Gelijk | Verloren | Punten | Doelpunten voor | Doelpunten tegen | Gele kaarten | Twee gele kaarten in 1 wedstrijd | Rode kaarten |
| ------ | -------- | -------- | ------ | -------- | ------ | --------------- | ---------------- | ------------ | -------------------------------- | ------------ |
| N.V.T. | 9        | 6        | 2      | 1        | N.V.T  | 21              | 9                | 13           | 1                                | 1            |

| Totaal / Thuis / Uit | gs | w | g | v | dv | dt | ds  |
| -------------------- | -- | - | - | - | -- | -- | --- |
| Totaal tussenstand   |    |   |   |   |    |    |     |
| Totaal               | 9  | 6 | 2 | 1 | 21 | 9  | +12 |
| Thuis                | 5  | 3 | 1 | 1 | 11 | 5  | +5  |
| Uit                  | 4  | 3 | 1 | 0 | 10 | 3  | +7  |

#### Keepers: Tegendoelpunten en de nul gehouden
| Speler        | Wed in actie | Doelpunten tegen | Gem  | De nul gehouden |
| ------------- | ------------ | ---------------- | ---- | --------------- |
| Claudio Bravo | 2            | 2                | 1    | 0               |
| Scott Carson  | 0            | 0                | 0    | 0               |
| Ederson       | 8            | 7                | 0.88 | 3               |
| Kyle Walker   | 1            | 0                | 0    | 1               |

#### Groepsfase
Stand/Uitslagen
| Pos | Team             | Wed | W | G | V | Ptn | DV | DT | +/− |  | MCI   | ATT   | SHK   | DZA   |
| --- | ---------------- | --- | - | - | - | --- | -- | -- | --- |  | ----- | ----- | ----- | ----- |
| 1   | Manchester City  | 6   | 4 | 2 | 0 | 14  | 16 | 4  | +12 |  | —     | 5 – 1 | 1 – 1 | 2 – 0 |
| 2   | Atalanta Bergamo | 6   | 2 | 1 | 3 | 7   | 8  | 12 | −4  |  | 1 – 1 | —     | 1 – 2 | 2 – 0 |
| 3   | Sjachtar Donetsk | 6   | 1 | 3 | 2 | 6   | 8  | 13 | −5  |  | 0 – 3 | 0 – 3 | —     | 2 – 2 |
| 4   | Dinamo Zagreb    | 6   | 1 | 2 | 3 | 5   | 10 | 13 | −3  |  | 1 – 4 | 4 – 0 | 3 – 3 | —     |

#### Toernooischema
|  | 1/8 Finale        | 1/8 Finale      | 1/8 Finale |  |                    | 1/4 Finale         | 1/4 Finale      | 1/4 Finale |  |  | 1/2 Finale | 1/2 Finale | 1/2 Finale |  |  | Finale | Finale | Finale |  |  |  |  |  |  |  |  |  |  |
|  |                   |                 |            |  |                    |                    |                 |            |  |  |            |            |            |  |  |        |        |        |  |  |  |  |  |  |  |  |  |  |
|  | Vlag van Spanje   | Real Madrid CF  | ( 1, 1 ) 2 |  |                    |                    |                 |            |  |  |            |            |            |  |  |        |        |        |  |  |  |  |  |  |  |  |  |  |
|  | Vlag van Engeland | Manchester City | ( 2, 2 ) 4 |  |                    | Vlag van Engeland  | Manchester City | 1          |  |  |            |            |            |  |  |        |        |        |  |  |  |  |  |  |  |  |  |  |
|  |                   |                 |            |  | Vlag van Frankrijk | Olympique Lyonnais | 3               |            |  |  |            |            |            |  |  |        |        |        |  |  |  |  |  |  |  |  |  |  |
|  |                   |                 |            |  |                    |                    |                 |            |  |  |            |            |            |  |  |        |        |        |  |  |  |  |  |  |  |  |  |  |
|  |                   |                 |            |  |                    |                    |                 |            |  |  |            |            |            |  |  |        |        |        |  |  |  |  |  |  |  |  |  |  |
|  |                   |                 |            |  |                    |                    |                 |            |  |  |            |            |            |  |  |        |        |        |  |  |  |  |  |  |  |  |  |  |
|  |                   |                 |            |  |                    |                    |                 |            |  |  |            |            |            |  |  |        |        |        |  |  |  |  |  |  |  |  |  |  |

#### Wedstrijden
| Wedstrijddetails                                                                     | Thuisploeg                                                                                         | Uitslag                        | Uitploeg                                                            | Opstelling | Kaarten                                                   |
| ------------------------------------------------------------------------------------ | -------------------------------------------------------------------------------------------------- | ------------------------------ | ------------------------------------------------------------------- | --- | --------------------------------------------------------- |
| woensdag 18 september 2019 21:00 Metaliststadion Charkov 36.675 toeschouwers         | Shakhtar Donetsk                                                                                   | 0–3                            | Manchester City                                                     | Ederson Walker (81' Cancelo), Fernandinho , Otamendi, Zinchenko Gündoğan, Rodri (83' Mendy) Mahrez, De Bruyne (77' B. Silva), Sterling Jesus  | 29' Rodri                                                 |
| woensdag 18 september 2019 21:00 Metaliststadion Charkov 36.675 toeschouwers         | | 0–1 0–2 0–3 Report             | 24' Mahrez 38' Gündoğan Mahrez 76' Jesus De Bruyne                  | Ederson Walker (81' Cancelo), Fernandinho , Otamendi, Zinchenko Gündoğan, Rodri (83' Mendy) Mahrez, De Bruyne (77' B. Silva), Sterling Jesus  | 29' Rodri                                                 |
| dinsdag 1 oktober 2019 21:00 Etihad Stadium Manchester 49.046 toeschouwers           | Manchester City                                                                                    | 2–0                            | Dinamo Zagreb                                                       | Ederson Cancelo, Fernandinho, Otamendi, Mendy D. Silva (90' Foden), Rodri, Gündoğan Mahrez, Agüero (89' Jesus), B. Silva (56' Sterling)       | 19' Cancelo 90' Fernandinho                               |
| dinsdag 1 oktober 2019 21:00 Etihad Stadium Manchester 49.046 toeschouwers           | Mahrez Sterling 66' Sterling Foden 90+5'                                                           | 1–0 2–0 Report                 |                                                                     | Ederson Cancelo, Fernandinho, Otamendi, Mendy D. Silva (90' Foden), Rodri, Gündoğan Mahrez, Agüero (89' Jesus), B. Silva (56' Sterling)       | 19' Cancelo 90' Fernandinho                               |
| dinsdag 22 oktober 2019 21:00 Etihad Stadium Manchester 49.308 toeschouwers          | Manchester City                                                                                    | 5–1                            | Atalanta Bergamo                                                    | Ederson Walker, Rodri (41' Stones), Fernandinho , Mendy (71' Cancelo) Foden, Gündoğan, De Bruyne (67' Otamendi) Mahrez, Agüero, Sterling      | 4' Mendy 63' De Bruyne 76' Foden 82' Foden 90+2' Otamendi |
| dinsdag 22 oktober 2019 21:00 Etihad Stadium Manchester 49.308 toeschouwers          | Sterling Agüero 34' Agüero 38' (pen.) Foden Sterling 58' Gündoğan Sterling 64' Mahrez Sterling 69' | 0–1 1–1 2–1 3–1 4–1 5–1 Report | 28' (pen.) Malinovskyi                                              | Ederson Walker, Rodri (41' Stones), Fernandinho , Mendy (71' Cancelo) Foden, Gündoğan, De Bruyne (67' Otamendi) Mahrez, Agüero, Sterling      | 4' Mendy 63' De Bruyne 76' Foden 82' Foden 90+2' Otamendi |
| woensdag 6 november 2019 21:00 Stadio Giuseppe Meazza Milaan 32.147 toeschouwers     | Atalanta Bergamo                                                                                   | 1–1                            | Manchester City                                                     | Ederson (46' Bravo) Cancelo, Fernandinho , Otamendi, Mendy B. Silva, Gündoğan, De Bruyne Mahrez (88' Mahrez), Jesus (73' Agüero), Sterling    | 70' Fernandinho 81' Bravo 90+2' Mendy 90+6' B. Silva      |
| woensdag 6 november 2019 21:00 Stadio Giuseppe Meazza Milaan 32.147 toeschouwers     | Gómez Pasalic 49'                                                                                  | 0–1 1–1 Report                 | 7' Sterling Jesus 43' (pen.) Jesus                                  | Ederson (46' Bravo) Cancelo, Fernandinho , Otamendi, Mendy B. Silva, Gündoğan, De Bruyne Mahrez (88' Mahrez), Jesus (73' Agüero), Sterling    | 70' Fernandinho 81' Bravo 90+2' Mendy 90+6' B. Silva      |
| dinsdag 26 november 2019 21:00 Etihad Stadium Manchester 52.020 toeschouwers         | Manchester City                                                                                    | 1–1                            | Shakhtar Donetsk                                                    | Ederson Cancelo, Otamendi, Fernandinho , Angeliño Gündoğan, Rodri (76' Foden), De Bruyne (70' D. Silva) B. Silva, Jesus, Sterling             | 90+1' Fernandinho                                         |
| dinsdag 26 november 2019 21:00 Etihad Stadium Manchester 52.020 toeschouwers         | Jesus Gündoğan 56'                                                                                 | 1–0 1–1 Report                 | 69' Solomon Dodô                                                    | Ederson Cancelo, Otamendi, Fernandinho , Angeliño Gündoğan, Rodri (76' Foden), De Bruyne (70' D. Silva) B. Silva, Jesus, Sterling             | 90+1' Fernandinho                                         |
| woensdag 11 december 2019 18:55 Maksimirstadion Zagreb 29.385 toeschouwers           | Dinamo Zagreb                                                                                      | 1–4                            | Manchester City                                                     | Bravo Cancelo, García, Otamendi (82' Harwood-Bellis), Mendy Foden, Rodri (73' Sterling), Gündoğan Mahrez, Jesus (66' Zinchenko), B. Silva     |                                                           |
| woensdag 11 december 2019 18:55 Maksimirstadion Zagreb 29.385 toeschouwers           | Kadzior Olmo 10'                                                                                   | 1–0 1–1 1–2 1–3 1–4 Report     | 34' Jesus Mahrez 50' Jesus Foden 54' Jesus Mendy 84' Foden B. Silva | Bravo Cancelo, García, Otamendi (82' Harwood-Bellis), Mendy Foden, Rodri (73' Sterling), Gündoğan Mahrez, Jesus (66' Zinchenko), B. Silva     |                                                           |
| woensdag 26 februari 2020 21:00 Estadio Santiago Bernabéu Madrid 75.615 toeschouwers | Real Madrid                                                                                        | 1–2                            | Manchester City                                                     | Ederson Walker, Otamendi, Laporte (33' Fernandinho), Mendy Gündoğan, Rodri, De Bruyne Mahrez, Jesus, B. Silva (73' Sterling)                  | 29' Mendy                                                 |
| woensdag 26 februari 2020 21:00 Estadio Santiago Bernabéu Madrid 75.615 toeschouwers | Vinícius Isco 60'                                                                                  | 1–0 1–1 1–2 Report             | 78' Jesus De Bruyne 83' (pen.) De Bruyne                            | Ederson Walker, Otamendi, Laporte (33' Fernandinho), Mendy Gündoğan, Rodri, De Bruyne Mahrez, Jesus, B. Silva (73' Sterling)                  | 29' Mendy                                                 |
| vrijdag 7 augustus 2020 21:00 Etihad Stadium Manchester                              | Manchester City                                                                                    | 2–1                            | Real Madrid                                                         | Ederson Walker, Fernandinho , Laporte, Cancelo Gündoğan, Rodri (89' Otamendi), De Bruyne Sterling (81' D. Silva), Foden (67' B. Silva), Jesus |                                                           |
| vrijdag 7 augustus 2020 21:00 Etihad Stadium Manchester                              | Jesus Sterling 9' Jesus 68'                                                                        | 1–0 1–1 2–1 Report             | 28' Benzema Rodrygo                                                 | Ederson Walker, Fernandinho , Laporte, Cancelo Gündoğan, Rodri (89' Otamendi), De Bruyne Sterling (81' D. Silva), Foden (67' B. Silva), Jesus |                                                           |
| zaterdag 15 augustus 2020 21:00 Estádio José Alvalade Lissabon                       | Manchester City                                                                                    | 1–3                            | Olympique Lyon                                                      | Ederson Fernandinho (56' Mahrez), Laporte, García Rodri (84' D. Silva) Walker, Gündoğan, De Bruyne, Cancelo Sterling, Jesus                   | 29' Fernandinho 58' Rodri                                 |
| zaterdag 15 augustus 2020 21:00 Estádio José Alvalade Lissabon                       | Sterling De Bruyne 69'                                                                             | 0–1 1–1 1–2 1–3 Report         | 24' Cornet 79' Dembélé Aouar 87' Dembélé                            | Ederson Fernandinho (56' Mahrez), Laporte, García Rodri (84' D. Silva) Walker, Gündoğan, De Bruyne, Cancelo Sterling, Jesus                   | 29' Fernandinho 58' Rodri                                 |

## Resultaten
Een overzicht van de competities waaraan Manchester City in het seizoen 2019/20 deelnam.
| FA Community Shield | Premier League | FA Cup       | League Cup | Champions League |
| ------------------- | -------------- | ------------ | ---------- | ---------------- |
|                     |                |              |            |                  |
| Winnaar             | Tweede         | Halve finale | Winnaar    | Kwartfinale      |

## Totaal
- In dit overzicht zijn alle statistieken van alle gespeelde wedstrijden in het seizoen 2019/20 verwerkt.

### Gespeelde wedstrijden
Spelers zonder gespeelde wedstrijden zijn niet opgenomen in deze lijst.
| Nr.    | Pos.   | Nat.                | Naam                  | Premier League | Premier League | FA Cup | FA Cup | EFL Cup | EFL Cup | UCL   | UCL   | Overig | Overig | Totaal | Totaal |
| Nr.    | Pos.   | Nat.                | Naam                  | Gesp.          | Start          | Gesp.  | Start  | Gesp.   | Start   | Gesp. | Start | Gesp.  | Start  | Gesp.  | Start  |
| ------ | ------ | ------------------- | --------------------- | -------------- | -------------- | ------ | ------ | ------- | ------- | ----- | ----- | ------ | ------ | ------ | ------ |
| 1      | DM     | Vlag van Chili      | Claudio Bravo         | 4              | 3              | 4      | 4      | 6       | 6       | 2     | 1     | 1      | 1      | 16     | 14     |
| 2      | VD     | Vlag van Engeland   | Kyle Walker           | 28             | 27             | 2      | 2      | 4       | 4       | 6     | 5     | 1      | 1      | 41     | 39     |
| 5      | VD     | Vlag van Engeland   | John Stones           | 16             | 13             | 3      | 2      | 3       | 1       | 1     | 0     | 1      | 1      | 24     | 17     |
| 7      | AV     | Vlag van Engeland   | Raheem Sterling       | 33             | 30             | 4      | 2      | 5       | 5       | 8     | 5     | 1      | 1      | 51     | 43     |
| 8      | MV     | Vlag van Duitsland  | İlkay Gündoğan        | 31             | 21             | 4      | 4      | 5       | 4       | 9     | 9     | 1      | 0      | 50     | 38     |
| 9      | AV     | Vlag van Brazilië   | Gabriel Jesus         | 34             | 21             | 4      | 4      | 6       | 2       | 8     | 7     | 1      | 0      | 53     | 34     |
| 10     | AV     | Vlag van Argentinië | Sergio Agüero         | 24             | 18             | 2      | 2      | 3       | 3       | 3     | 2     | 0      | 0      | 32     | 25     |
| 11     | VD     | Vlag van Oekraïne   | Oleksandr Zintsjenko  | 19             | 14             | 1      | 1      | 2       | 2       | 2     | 1     | 1      | 1      | 25     | 19     |
| 12     | VD     | Vlag van Spanje     | Angeliño              | 6              | 4              | 2      | 2      | 3       | 3       | 3     | 3     | 0      | 0      | 14     | 12     |
| 14     | VD     | Vlag van Frankrijk  | Aymeric Laporte       | 15             | 14             | 2      | 2      | 0       | 0       | 3     | 3     | 0      | 0      | 20     | 19     |
| 16     | MV     | Vlag van Spanje     | Rodri                 | 35             | 29             | 4      | 1      | 4       | 4       | 8     | 8     | 1      | 1      | 52     | 43     |
| 17     | MV     | Vlag van België     | Kevin De Bruyne       | 35             | 32             | 2      | 2      | 3       | 2       | 6     | 6     | 1      | 1      | 47     | 43     |
| 19     | AV     | Vlag van Duitsland  | Leroy Sané            | 1              | 0              | 0      | 0      | 0       | 0       | 0     | 0     | 1      | 1      | 2      | 1      |
| 20     | AV     | Vlag van Portugal   | Bernardo Silva        | 32             | 22             | 4      | 3      | 6       | 5       | 7     | 5     | 1      | 1      | 50     | 36     |
| 21     | MV     | Vlag van Spanje     | David Silva           | 27             | 22             | 5      | 1      | 3       | 2       | 4     | 1     | 1      | 1      | 40     | 31     |
| 22     | VD     | Vlag van Frankrijk  | Benjamin Mendy        | 19             | 18             | 3      | 3      | 2       | 1       | 6     | 5     | 0      | 0      | 30     | 27     |
| 25     | MV     | Vlag van Brazilië   | Fernandinho           | 30             | 26             | 1      | 0      | 2       | 2       | 8     | 7     | 0      | 0      | 41     | 35     |
| 26     | AV     | Vlag van Algerije   | Riyad Mahrez          | 33             | 22             | 5      | 4      | 5       | 4       | 7     | 6     | 0      | 0      | 50     | 36     |
| 27     | VD     | Vlag van Portugal   | João Cancelo          | 17             | 13             | 4      | 3      | 4       | 3       | 8     | 6     | 0      | 0      | 33     | 25     |
| 30     | VD     | Vlag van Argentinië | Nicolás Otamendi      | 24             | 18             | 3      | 3      | 3       | 3       | 8     | 6     | 1      | 0      | 39     | 31     |
| 31     | DM     | Vlag van Brazilië   | Ederson               | 35             | 35             | 1      | 1      | 0       | 0       | 8     | 8     | 0      | 0      | 44     | 44     |
| 47     | MV     | Vlag van Engeland   | Phil Foden            | 23             | 9              | 4      | 2      | 5       | 4       | 5     | 3     | 1      | 0      | 38     | 18     |
| 50     | VD     | Vlag van Spanje     | Eric García           | 13             | 8              | 2      | 2      | 3       | 3       | 2     | 2     | 0      | 0      | 20     | 15     |
| 69     | MV     | Vlag van Engeland   | Tommy Doyle           | 1              | 0              | 1      | 0      | 1       | 1       | 0     | 0     | 0      | 0      | 3      | 1      |
| 78     | VD     | Vlag van Engeland   | Taylor Harwood-Bellis | 0              | 0              | 1      | 1      | 2       | 2       | 1     | 0     | 0      | 0      | 4      | 3      |
| 82     | MV     | Vlag van Spanje     | Adrián Bernabé        | 0              | 0              | 0      | 0      | 3       | 0       | 0     | 0     | 0      | 0      | 3      | 0      |
| Totaal | Totaal | Totaal              | Totaal                | 38             | 38             | 5      | 5      | 6       | 6       | 9     | 9     | 1      | 1      | 59     | 59     |

### Doelpuntenmakers
Bevat de doelpunten van alle officiële competities, spelers zonder doelpunten zijn niet opgenomen in deze lijst.
| Rang             | Pos.             | Nr.              | Speler                | Premier League | FA Cup | EFL Cup | Champions League | Overige | Totaal |
| ---------------- | ---------------- | ---------------- | --------------------- | -------------- | ------ | ------- | ---------------- | ------- | ------ |
| 1                | AV               | 7                | Raheem Sterling       | 20             | 1      | 3       | 6                | 1       | 31     |
| 2                | AV               | 10               | Sergio Agüero         | 16             | 2      | 3       | 2                | 0       | 23     |
| 2                | AV               | 9                | Gabriel Jesus         | 14             | 2      | 1       | 6                | 0       | 23     |
| 4                | MV               | 17               | Kevin De Bruyne       | 13             | 1      | 0       | 2                | 0       | 16     |
| 5                | AV               | 26               | Riyad Mahrez          | 11             | 0      | 1       | 1                | 0       | 13     |
| 6                | AV               | 20               | Bernardo Silva        | 6              | 1      | 1       | 0                | 0       | 8      |
| 6                | MV               | 47               | Phil Foden            | 5              | 1      | 0       | 2                | 0       | 8      |
| 8                | MV               | 21               | David Silva           | 6              | 0      | 0       | 0                | 0       | 6      |
| 9                | MV               | 8                | İlkay Gündoğan        | 2              | 1      | 0       | 2                | 0       | 5      |
| 10               | MV               | 16               | Rodri                 | 3              | 0      | 1       | 0                | 0       | 4      |
| 11               | VD               | 30               | Nicolás Otamendi      | 2              | 0      | 1       | 0                | 0       | 3      |
| 12               | VD               | 2                | Kyle Walker           | 1              | 0      | 0       | 0                | 0       | 1      |
| 12               | VD               | 11               | Oleksandr Zintsjenko  | 0              | 1      | 0       | 0                | 0       | 1      |
| 12               | VD               | 14               | Aymeric Laporte       | 1              | 0      | 0       | 0                | 0       | 1      |
| 12               | VD               | 27               | João Cancelo          | 0              | 0      | 1       | 0                | 0       | 1      |
| 12               | VD               | 78               | Taylor Harwood-Bellis | 0              | 1      | 0       | 0                | 0       | 1      |
| Eigen doelpunten | Eigen doelpunten | Eigen doelpunten | Eigen doelpunten      | 2              | 0      | 2       | 0                | 0       | 4      |
| Totaal           | Totaal           | Totaal           | Totaal                | 102            | 11     | 14      | 21               | 1       | 149    |

### Assists
Bevat alle assists uit de officiële competities. Niet elke goal heeft een assist. Strafschoppen, vrije trappen en eigen doelpunten hebben geen assist en een assist kan niet meters van richting worden veranderd. Spelers zonder assist zijn niet opgenomen in deze lijst. De Bruyne evenaarde met zijn twintig assists in de Premier League het record van meeste assists in één Premier League-seizoen en won de Playmaker Award voor de speler met de meeste assists in de Premier League.
| Rang   | Pos.   | Nr.    | Speler          | Premier League | FA Cup | EFL Cup | Champions League | Overige | Totaal |
| ------ | ------ | ------ | --------------- | -------------- | ------ | ------- | ---------------- | ------- | ------ |
| 1      | MV     | 17     | Kevin De Bruyne | 20             | 0      | 0       | 2                | 0       | 22     |
| 2      | AV     | 26     | Riyad Mahrez    | 8              | 0      | 0       | 4                | 0       | 12     |
| 3      | MV     | 21     | David Silva     | 10             | 0      | 0       | 0                | 1       | 11     |
| 3      | AV     | 9      | Gabriel Jesus   | 7              | 0      | 1       | 3                | 0       | 11     |
| 5      | AV     | 20     | Bernardo Silva  | 7              | 0      | 2       | 1                | 0       | 10     |
| 6      | MV     | 47     | Phil Foden      | 2              | 3      | 2       | 2                | 0       | 9      |
| 7      | VD     | 2      | Kyle Walker     | 4              | 0      | 2       | 0                | 0       | 6      |
| 8      | AV     | 7      | Raheem Sterling | 1              | 0      | 1       | 3                | 0       | 5      |
| 9      | MV     | 8      | İlkay Gündoğan  | 1              | 1      | 1       | 1                | 0       | 4      |
| 9      | VD     | 22     | Benjamin Mendy  | 2              | 1      | 0       | 1                | 0       | 4      |
| 11     | AV     | 10     | Sergio Agüero   | 3              | 0      | 0       | 0                | 0       | 3      |
| 12     | VD     | 12     | Angeliño        | 0              | 1      | 1       | 0                | 0       | 2      |
| 12     | MV     | 16     | Rodri           | 2              | 0      | 0       | 0                | 0       | 2      |
| 14     | VD     | 5      | John Stones     | 0              | 1      | 0       | 0                | 0       | 1      |
| 14     | MV     | 25     | Fernandinho     | 1              | 0      | 0       | 0                | 0       | 1      |
| 14     | VD     | 27     | João Cancelo    | 0              | 1      | 0       | 0                | 0       | 1      |
| 14     | VD     | 50     | Eric García     | 0              | 0      | 1       | 0                | 0       | 1      |
| Totaal | Totaal | Totaal | Totaal          | 67             | 8      | 11      | 16               | 1       | 103    |

### Kaarten
Spelers zonder kaarten zijn niet opgenomen in deze lijst. Twee gele kaarten in één wedstrijd is zowel twee gele kaarten als één rode kaart.
| Nr.    | Pos.   | Naam                 | Premier League | Premier League | FA Cup     | FA Cup      | EFL Cup    | EFL Cup     | UCL        | UCL         | Overig     | Overig      | Totaal     | Totaal      |
| Nr.    | Pos.   | Naam                 | Kreeg geel     | Weggestuurd    | Kreeg geel | Weggestuurd | Kreeg geel | Weggestuurd | Kreeg geel | Weggestuurd | Kreeg geel | Weggestuurd | Kreeg geel | Weggestuurd |
| ------ | ------ | -------------------- | -------------- | -------------- | ---------- | ----------- | ---------- | ----------- | ---------- | ----------- | ---------- | ----------- | ---------- | ----------- |
| 1      | DM     | Claudio Bravo        | 0              | 0              | 0          | 0           | 0          | 0           | 0          | 1           | 0          | 0           | 0          | 1           |
| 2      | VD     | Kyle Walker          | 5              | 0              | 0          | 0           | 1          | 0           | 0          | 0           | 0          | 0           | 6          | 0           |
| 7      | AV     | Raheem Sterling      | 5              | 0              | 0          | 0           | 1          | 0           | 0          | 0           | 0          | 0           | 6          | 0           |
| 8      | MV     | İlkay Gündoğan       | 7              | 0              | 0          | 0           | 0          | 0           | 0          | 0           | 0          | 0           | 7          | 0           |
| 9      | AV     | Gabriel Jesus        | 3              | 0              | 0          | 0           | 0          | 0           | 0          | 0           | 0          | 0           | 3          | 0           |
| 8      | MV     | İlkay Gündoğan       | 7              | 0              | 0          | 0           | 0          | 0           | 0          | 0           | 0          | 0           | 7          | 0           |
| 10     | AV     | Sergio Agüero        | 1              | 0              | 0          | 0           | 0          | 0           | 0          | 0           | 0          | 0           | 1          | 0           |
| 11     | VD     | Oleksandr Zintsjenko | 2              | 1              | 0          | 0           | 0          | 0           | 0          | 0           | 0          | 0           | 2          | 1           |
| 12     | VD     | Angeliño             | 1              | 0              | 0          | 0           | 0          | 0           | 0          | 0           | 0          | 0           | 1          | 0           |
| 14     | VD     | Aymeric Laporte      | 1              | 0              | 0          | 0           | 0          | 0           | 0          | 0           | 0          | 0           | 1          | 0           |
| 16     | MV     | Rodri                | 8              | 0              | 0          | 0           | 3          | 0           | 2          | 0           | 0          | 0           | 13         | 0           |
| 17     | MV     | Kevin De Bruyne      | 3              | 0              | 0          | 0           | 0          | 0           | 1          | 0           | 1          | 0           | 5          | 0           |
| 20     | AV     | Bernardo Silva       | 5              | 0              | 0          | 0           | 0          | 0           | 1          | 0           | 0          | 0           | 6          | 0           |
| 22     | VD     | Benjamin Mendy       | 3              | 0              | 0          | 0           | 0          | 0           | 3          | 0           | 0          | 0           | 6          | 0           |
| 25     | MV     | Fernandinho          | 9              | 2              | 0          | 0           | 0          | 0           | 4          | 0           | 0          | 0           | 13         | 2           |
| 26     | AV     | Riyad Mahrez         | 0              | 0              | 0          | 0           | 1          | 0           | 0          | 0           | 0          | 0           | 1          | 0           |
| 27     | VD     | João Cancelo         | 4              | 0              | 0          | 0           | 0          | 0           | 1          | 0           | 0          | 0           | 5          | 0           |
| 30     | VD     | Nicolás Otamendi     | 3              | 0              | 0          | 0           | 1          | 0           | 1          | 0           | 0          | 0           | 5          | 0           |
| 31     | DM     | Ederson              | 3              | 1              | 0          | 0           | 0          | 0           | 0          | 0           | 0          | 0           | 3          | 1           |
| 47     | MV     | Phil Foden           | 0              | 0              | 0          | 0           | 0          | 0           | 2          | 1           | 0          | 0           | 2          | 1           |
| 50     | VD     | Eric García          | 1              | 0              | 0          | 0           | 0          | 0           | 0          | 0           | 0          | 0           | 1          | 0           |
| Totaal | Totaal | Totaal               | 71             | 4              | 0          | 0           | 7          | 0           | 15         | 2           | 1          | 0           | 94         | 6           |

### Totaal overzicht
|                                  | Premier League | FA Cup | EFL Cup | Champions League | Overige | Totaal |
| -------------------------------- | -------------- | ------ | ------- | ---------------- | ------- | ------ |
| Wedstrijden                      | 38             | 5      | 6       | 9                | 1       | 59     |
| Gewonnen                         | 26             | 4      | 5       | 6                | 0       | 41     |
| Gelijk                           | 3              | 0      | 0       | 2                | 1       | 6      |
| Verloren                         | 9              | 1      | 1       | 1                | 0       | 12     |
| Thuis winst                      | 15             | 2      | 1       | 3                | 0       | 21     |
| Uit winst                        | 11             | 2      | 4       | 3                | 0       | 20     |
| Thuis gelijk                     | 2              | 0      | 0       | 1                | 0       | 3      |
| Uit gelijk                       | 1              | 0      | 0       | 1                | 1       | 3      |
| Thuis verlies                    | 2              | 0      | 1       | 1                | 0       | 4      |
| Uit verlies                      | 7              | 1      | 0       | 0                | 0       | 8      |
| Gele kaarten                     | 60             | 1      | 6       | 13               | 1       | 81     |
| Twee gele kaarten in 1 wedstrijd | 2              | 0      | 0       | 1                | 0       | 3      |
| Rode kaarten                     | 2              | 0      | 0       | 1                | 0       | 3      |
| Aantal wissels toegepast         | 119            | 13     | 17      | 24               | 3       | 176    |
| Doelpunten voor                  | 102            | 11     | 14      | 21               | 1       | 149    |
| Doelpunten tegen                 | 35             | 3      | 5       | 9                | 1       | 53     |
| -                                | +67            | +8     | +9      | +12              | 0       | +96    |
| De nul gehouden                  | 17             | 3      | 1       | 4                | 0       | 25     |

3 Dias ·
5 Stones ·
6 Aké ·
7 Marmoush ·
8 Kovačić ·
9 Haaland ·
10 Grealish ·
11 Doku ·
14 Nico ·
16 Rodri ·
17 De Bruyne  ·
18 Ortega ·
19 Gündoğan ·
20 Silva ·
22 Reis ·
24 Gvardiol ·
25 Akanji ·
26 Savio ·
27 Nunes ·
31 Ederson ·
33 Carson ·
45 Xusanov ·
47 Foden ·
52 Bobb ·
66 Simpson-Pusey ·
82 Lewis ·
87 McAtee ·
97 Wilson-Esbrand ·
Coach: Guardiola
· Assistent-coach: Lillo
· Assistent-coach: Vicens
· Keeperstrainer: Wright
2014/15 · 
2015/16 · 
2016/17 · 
2017/18 · 
2018/19 ·
2019/20 ·
2020/21 ·
2021/22 ·
2022/23 · 2023/24 · 2024/25
Arsenal · 
Aston Villa · 
Bournemouth · 
Brentford · 	
Brighton & Hove Albion · 
Chelsea · 
Crystal Palace · 
Everton · 
Fulham · 
Ipswich Town ·
Leicester City · 
Liverpool · 
Manchester City · 
Manchester United · 
Newcastle United · 
Nottingham Forest ·  
Southampton ·
Tottenham Hotspur · 
West Ham United · 
Wolverhampton Wanderers